# Liste der Baudenkmäler in Herrieden
Auf dieser Seite sind die Baudenkmäler in der mittelfränkischen Stadt Herrieden zusammengestellt. Diese Tabelle ist eine Teilliste der Liste der Baudenkmäler in Bayern. Grundlage ist die Bayerische Denkmalliste, die auf Basis des Bayerischen Denkmalschutzgesetzes vom 1. Oktober 1973 erstmals erstellt wurde und seither durch das Bayerische Landesamt für Denkmalpflege geführt wird. Die folgenden Angaben ersetzen nicht die rechtsverbindliche Auskunft der Denkmalschutzbehörde.
 Diese Liste gibt den Fortschreibungsstand vom 1. Mai 2020 wieder und enthält 172 Baudenkmäler.

## Ensembles

### Ensemble Altstadt Herrieden

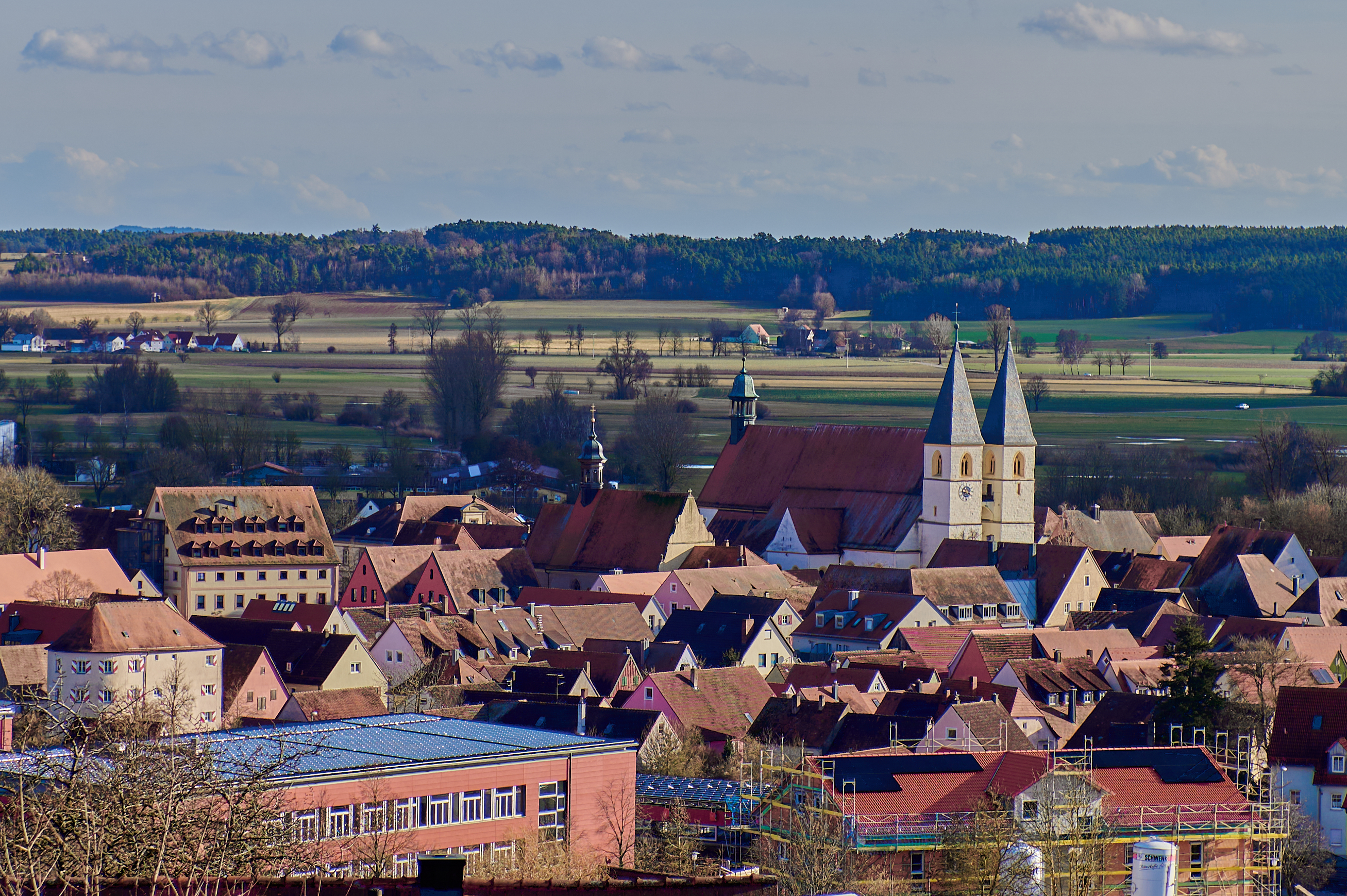
Altstadt, vom Martinsberg

Das Ensemble (Lage) umfasst die gesamte von der Stadtbefestigung umschlossene Stadt einschließlich der ehemaligen Stadtgräben und der Altmühlbrücke. Das Ensemble steht in Blickbeziehung zur Martinskirche (vgl. Am Martinsberg 22) und wird gekennzeichnet durch die für fränkische Stadtgründungen charakteristische Gruppierung einer auf einem Hügel gelegenen Kirche mit einem befestigten Ortskern am Fluss. Die Anfänge der Stadt Herrieden liegen in einem ehemaligen Benediktinerkloster einerseits und der Martinskirche andererseits. Das Benediktinerkloster, das im letzten Viertel des 8. Jahrhunderts durch den fränkischen Adeligen Cadolt gegründet und 797 erstmals erwähnt wurde, wurde 888 von König Arnulf dem Bischof Erchanbold von Eichstätt geschenkt und in ein Kollegiatstift umgewandelt. Es verblieb bis zur Säkularisation in eichstättischem Besitz; 1807 wurde dort eine Stadtpfarrei eingerichtet. Die heutige katholische Nebenkirche St. Martin ist als Pfarrkirche bereits für die Zeit vor 780 erschließbar und blieb dies bis zur Säkularisation. So ist ihre wirkungsvolle Lage auf einem befestigten Hügel nordöstlich der Stadt, innerhalb eines von Mauern umgebenen Friedhofs, zugleich Ausdruck des geschichtlichen Zusammenhangs; auch verbindet ein Stationsweg (Steinweg) Kirche und Stadt. Ein weiterer geschichtlicher und städtebaulicher Kristallisationspunkt des erstmals 1298 als Stadt erwähnten Ortes ist die 1122 genannte Burg in der Nordostecke der Anlage. Diese bis ins 19. Jahrhundert vielfach umgebaute heutige Brauerei wurde bei der unter dem Eichstätter Erzbischof Heinrich V. 1340/44 neuerrichteten Stadtmauer ebenfalls neu befestigt und in die Stadt einbezogen. Das teilweise recht weitläufige Stadtinnere ist in vier baulich deutlich unterschiedene Viertel unterteilt, die um den weiten Marktplatz liegen. Diesen, beherrscht von der Zweiturmfront der Stiftskirche, im Wesentlichen einem Bau der ersten Hälfte des 16. Jahrhunderts, umstehen das an der Westseite der Frauenkirche gelegene traufseitige Gasthaus zum Hirschen (Marktplatz 13) und stattliche Giebelhäuser. Das ehemalige Viertel von Stift und Stiftskirche (Herrnhof), um die beiden Kirchen gelegen, ist locker bebaut, mit zum Teil freistehenden ehemaligen Stiftshöfen und Verwaltungsgebäuden des 16. bis 19. Jahrhunderts. Das bürgerliche Viertel der Handwerker und Händler beiderseits der ehemaligen Vorderen Gasse (heute Ringstraße) besitzt teilweise stattliche, zweigeschossige zur Straße giebelseitige Satteldachhäuser des 16. bis 18. Jahrhunderts. Nördlich schließt sich ein ackerbürgerliches Viertel mit kleineren eingeschossigen, von Wirtschaftsgebäuden begleiteten Häusern an. Im Bereich des Vogteiplatzes vor dem ehemaligen Schloss liegt ein vor allem durch Scheunen gekennzeichnetes Viertel. Der marktartige Platz vor dem ehemaligen Ansbacher Tor, beherrscht vom Gasthaus zum Torwirt (Neunstetter Str. 14), ist ein Teil des Ensembles. Im Süden und Südwesten, im Bereich der Flussniederung der Altmühl, ist der ursprüngliche Freiraum vor der Stadtmauer erhalten. Im Osten, über das unbebaute Flurstück Nr. 1050, bietet sich ebenfalls ein freier Blick auf die Stadt. Aktennummer: E-5-71-166-1.

### Ensemble Ortskern Roth
Der gerundete Anger (Lage), in dessen Mittelpunkt umgeben von vier Linden die Ortskapelle St. Barbara von 1702 steht, wird begrenzt von den Giebelseiten der auf den Anger hin orientierten Bauernhäuser. Diese eingeschossigen Wohnhäuser mit teilweise vielgestaltigen Satteldachnebengebäuden gehen im Kern wohl auf das 17. Jahrhundert zurück, erfuhren ihre Ausprägung jedoch im Wesentlichen im 19. Jahrhundert. Aktennummer: E-5-71-166-2.

## Stadtbefestigung
Die Stadtmauer aus Haustein und Bruchsteinmauerwerk ist beinahe lückenlos erhalten, ohne ihre ursprüngliche Verdachung. Sie wurde 1340/44 neu errichtet und im späten 15. Jahrhundert erneut verstärkt. Das Gebiet von Zwinger und Graben ist im gesamten Verlauf erkennbar und an einigen Stellen wohl erhalten. Aktennummer: D-5-71-166-1.
Bilder.
Entgegen dem Uhrzeigersinn beginnend bei Storchenturm verläuft die Stadtmauer entlang des Deocarplatzes und des Herrenhofs mit einem Durchbruch zwischen Herrenhof 13 und 12, danach nördlich bis zum ehemaligen Schloss und von dort weiter bis zum Durchbruch bei der Fronveste. Westlich der Fronveste ist die Stadtmauer entlang der Straße An der Stadtmauer bis zum Durchbruch an der Neunstetter Straße erhalten. Der südwestliche Abschnitt verläuft entlang der Vorderen Gasse und Turmstraße bis zum Storchenturm.

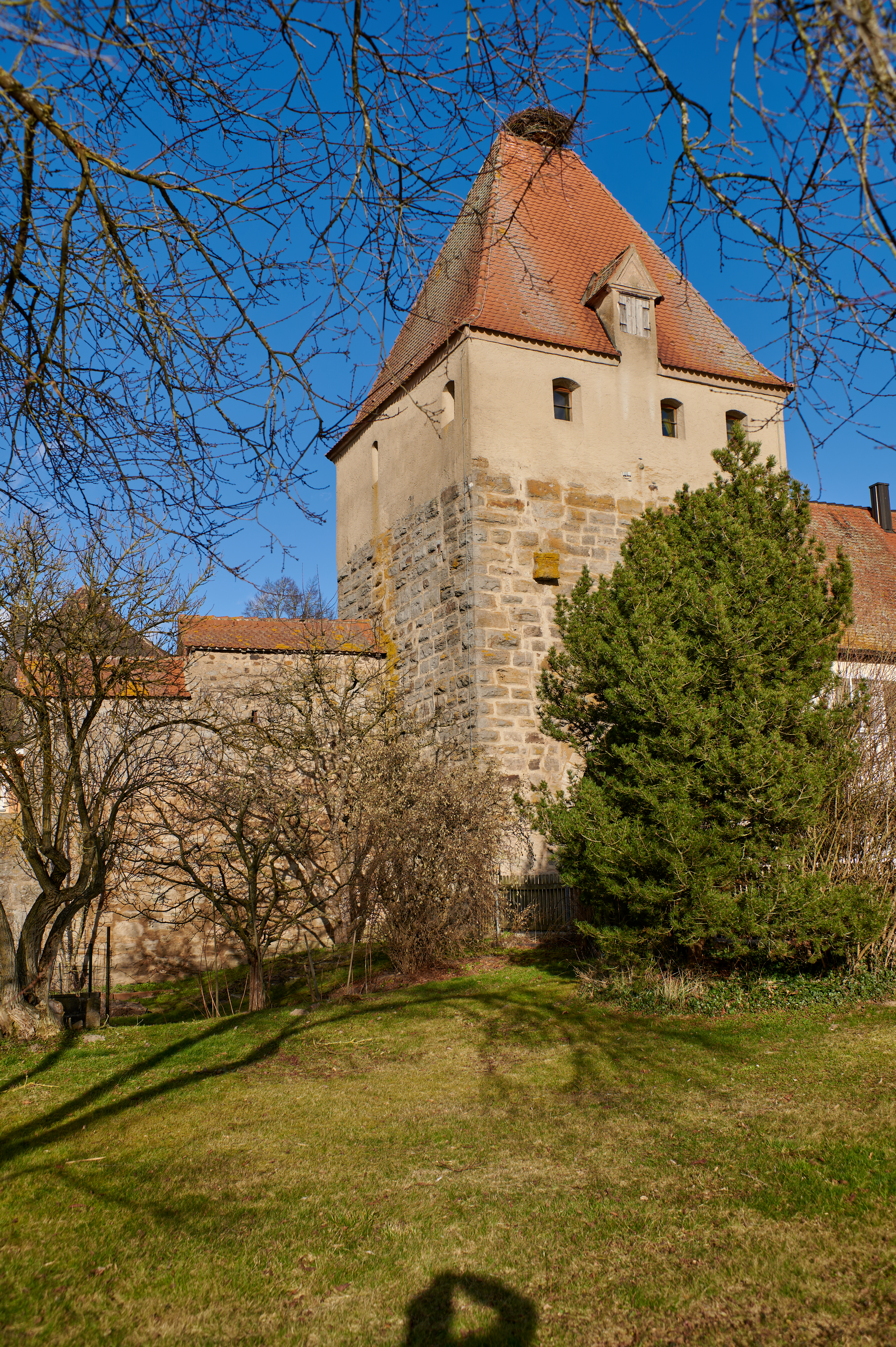
Storchenturm, Feldseite
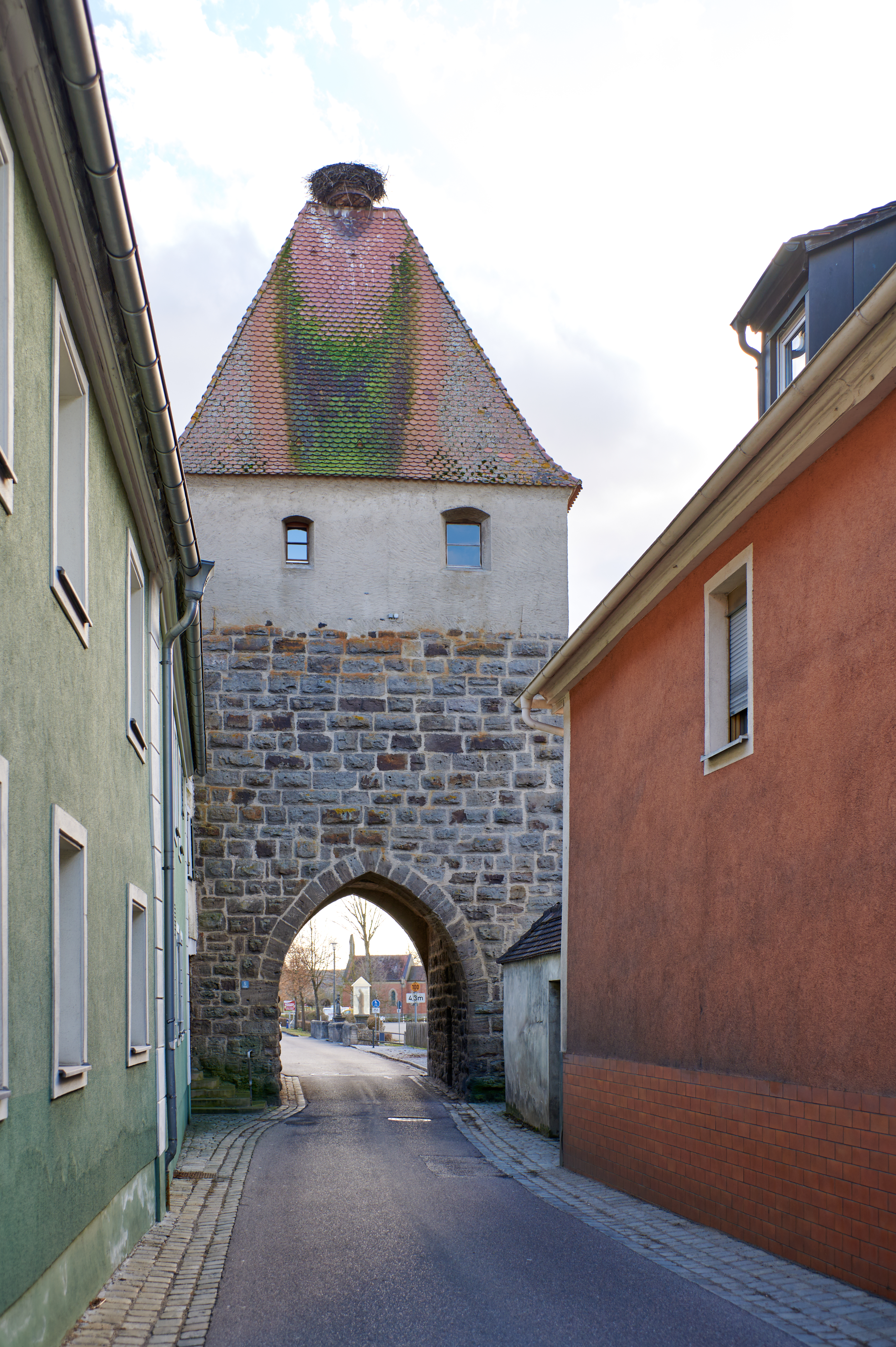
Storchenturm, Stadtseite
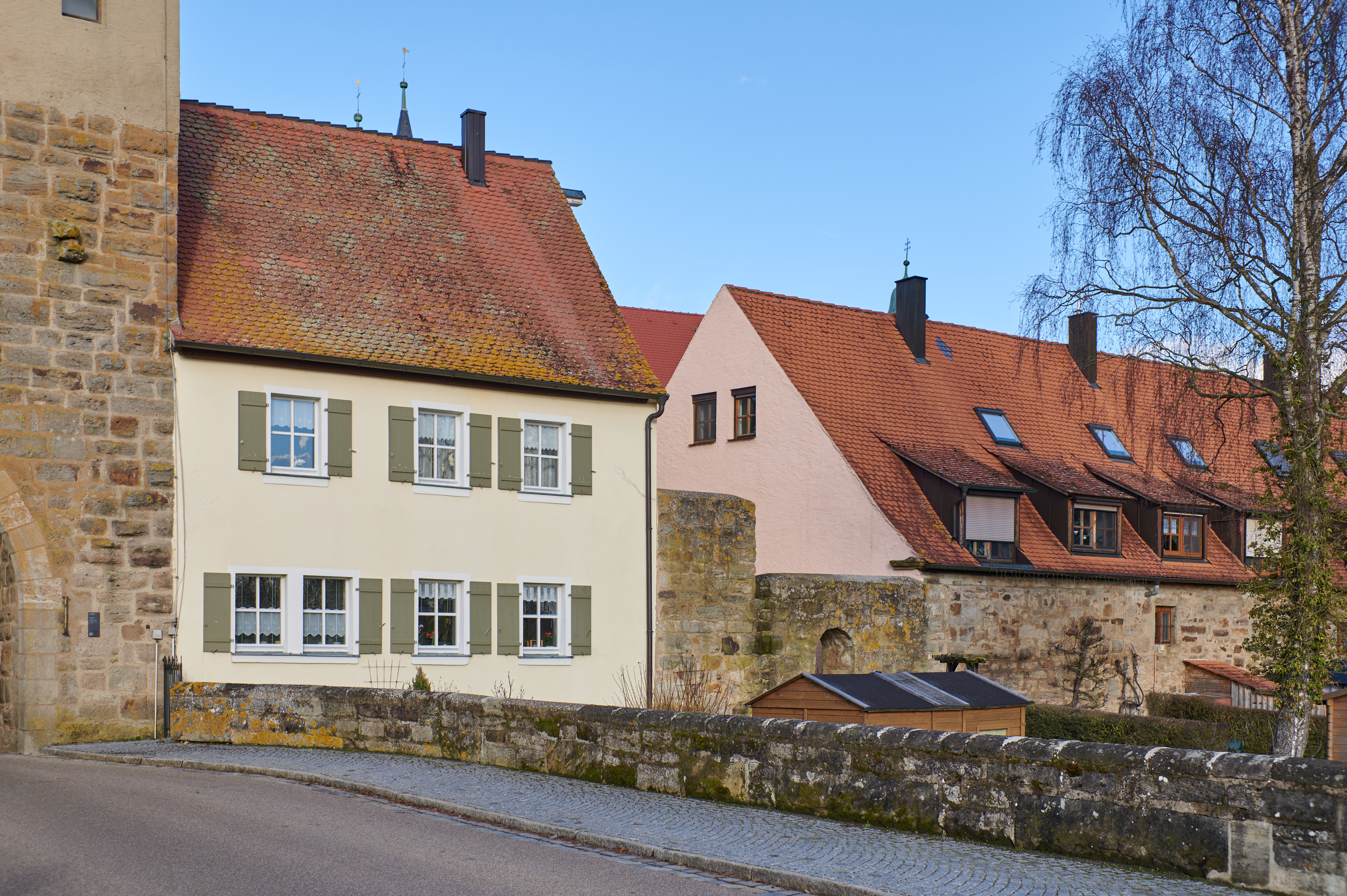
Stadtmauer Marktplatz 5
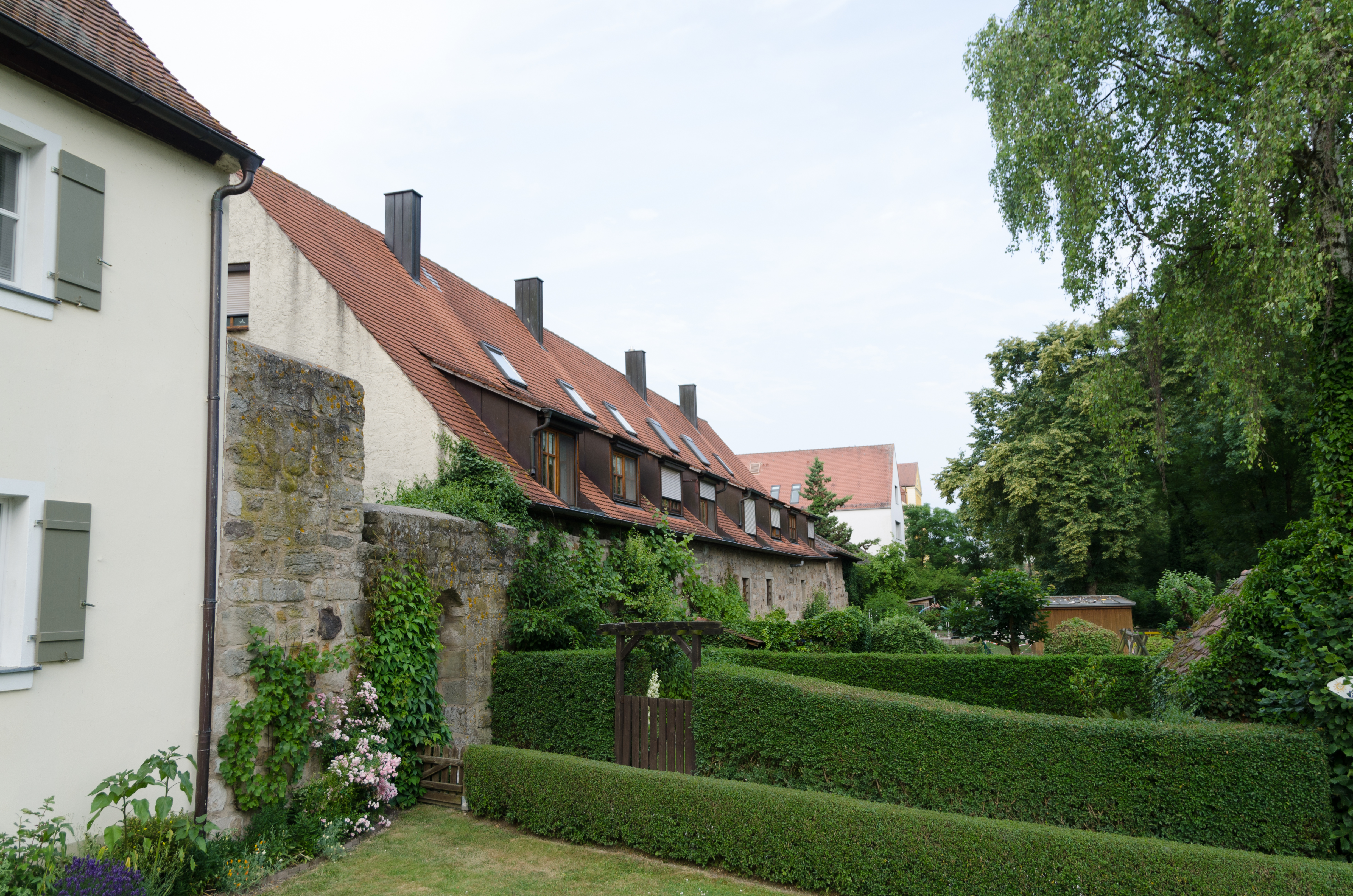
Stadtmauer Deocarplatz 9, 7, 5
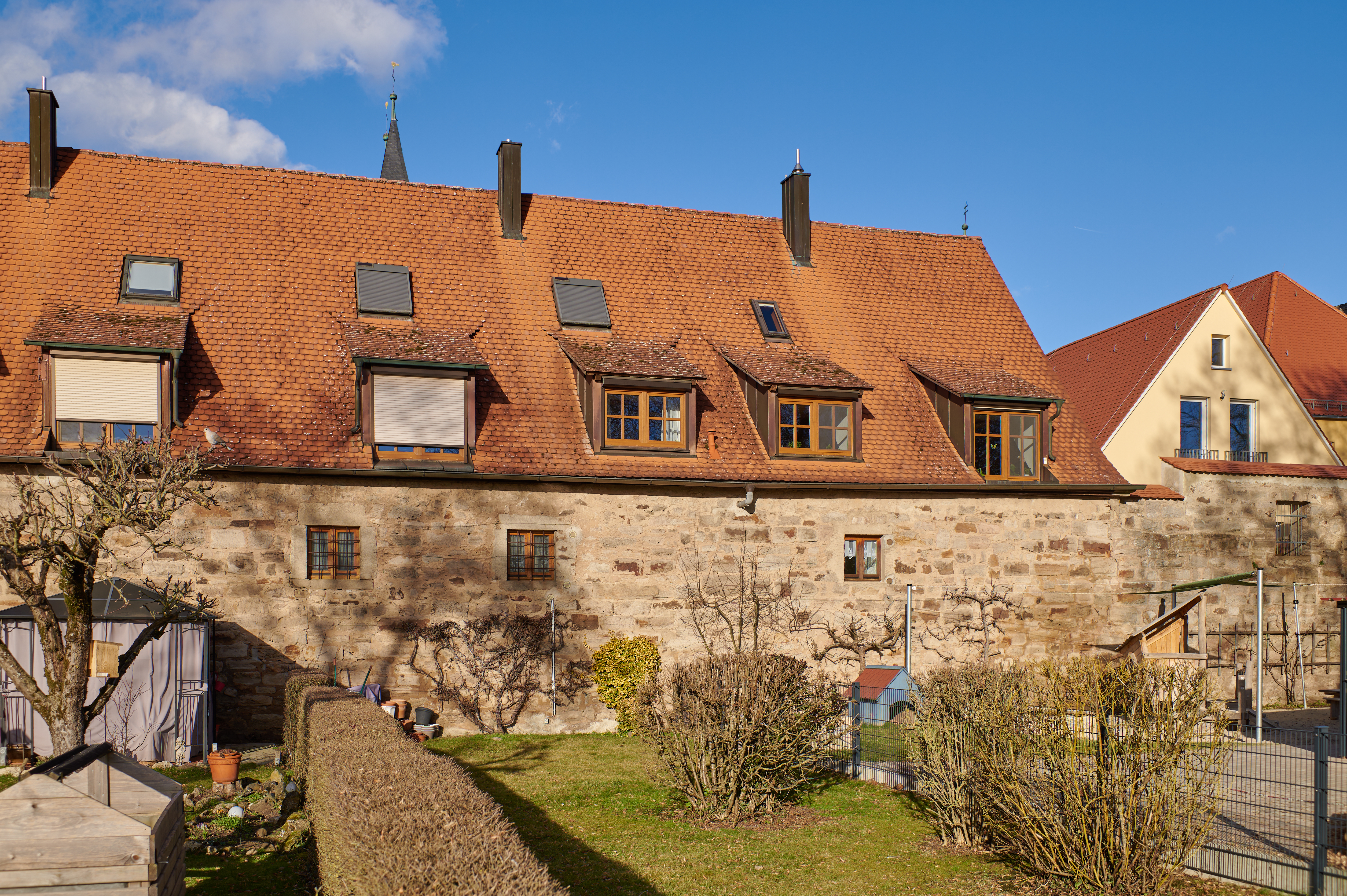
Stadtmauer und Graben Deocarplatz 9, 7, 5
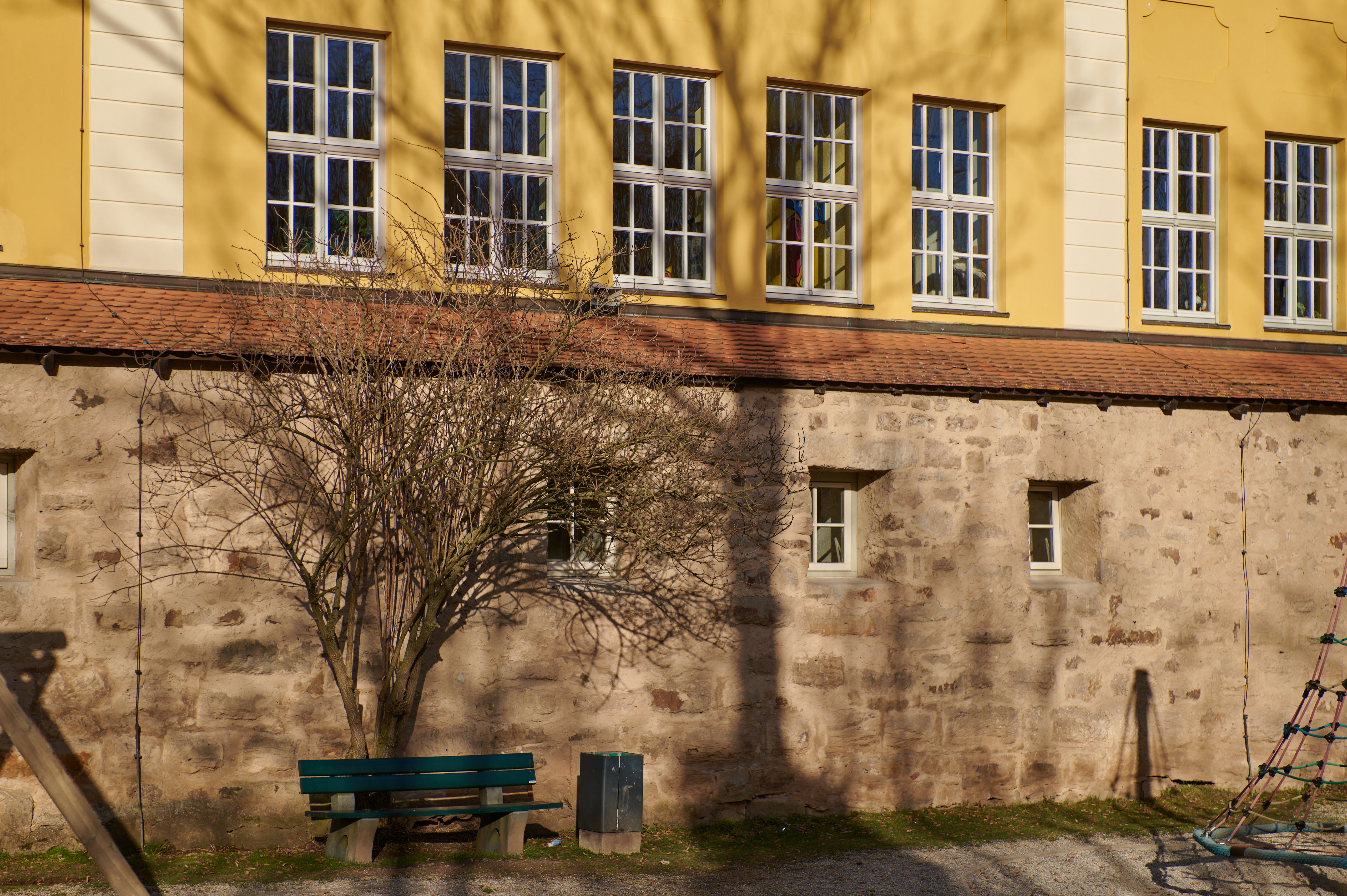
Stadtmauer Deocarplatz 1
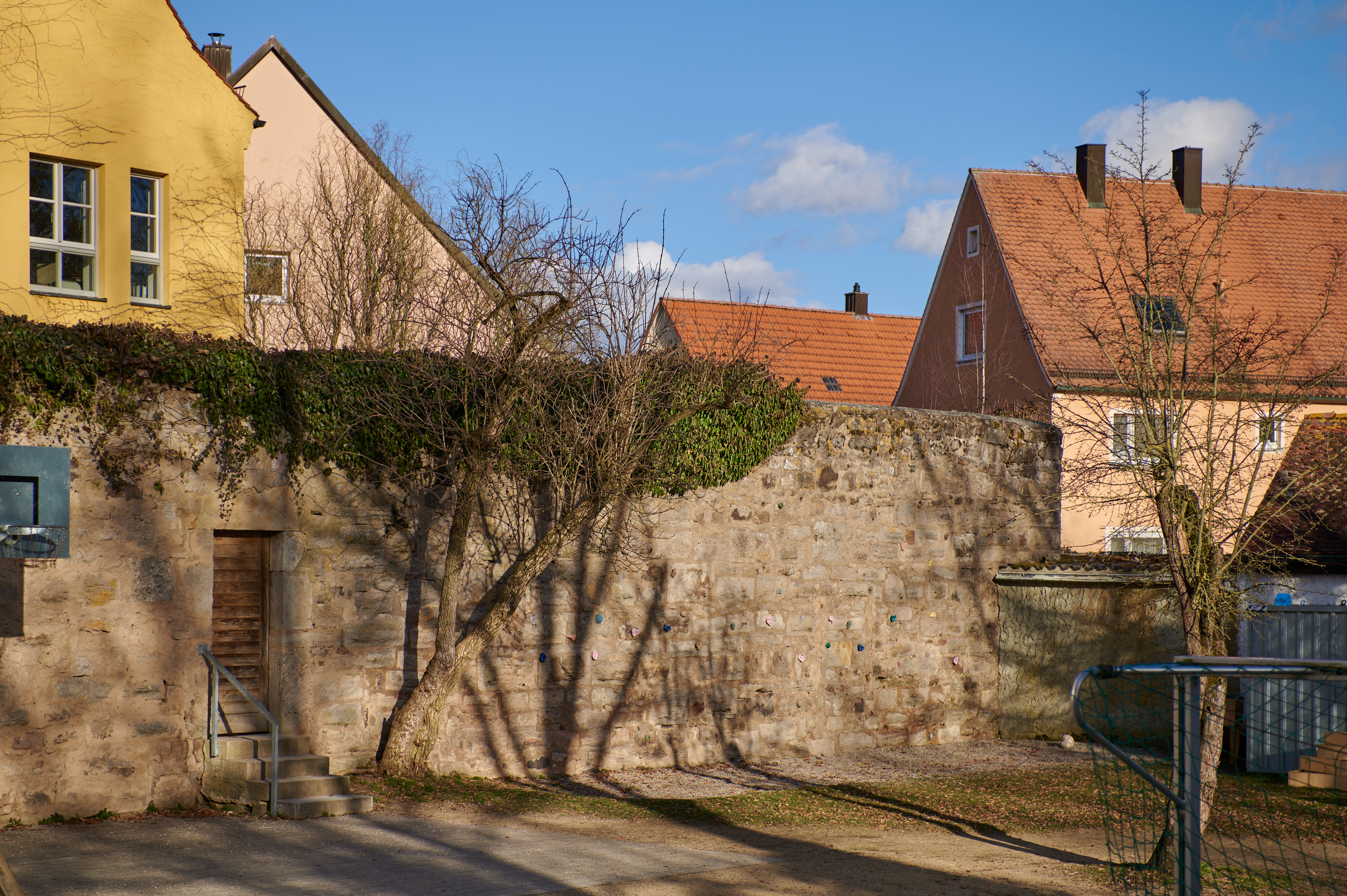
Stadtmauer Herrnhof 14
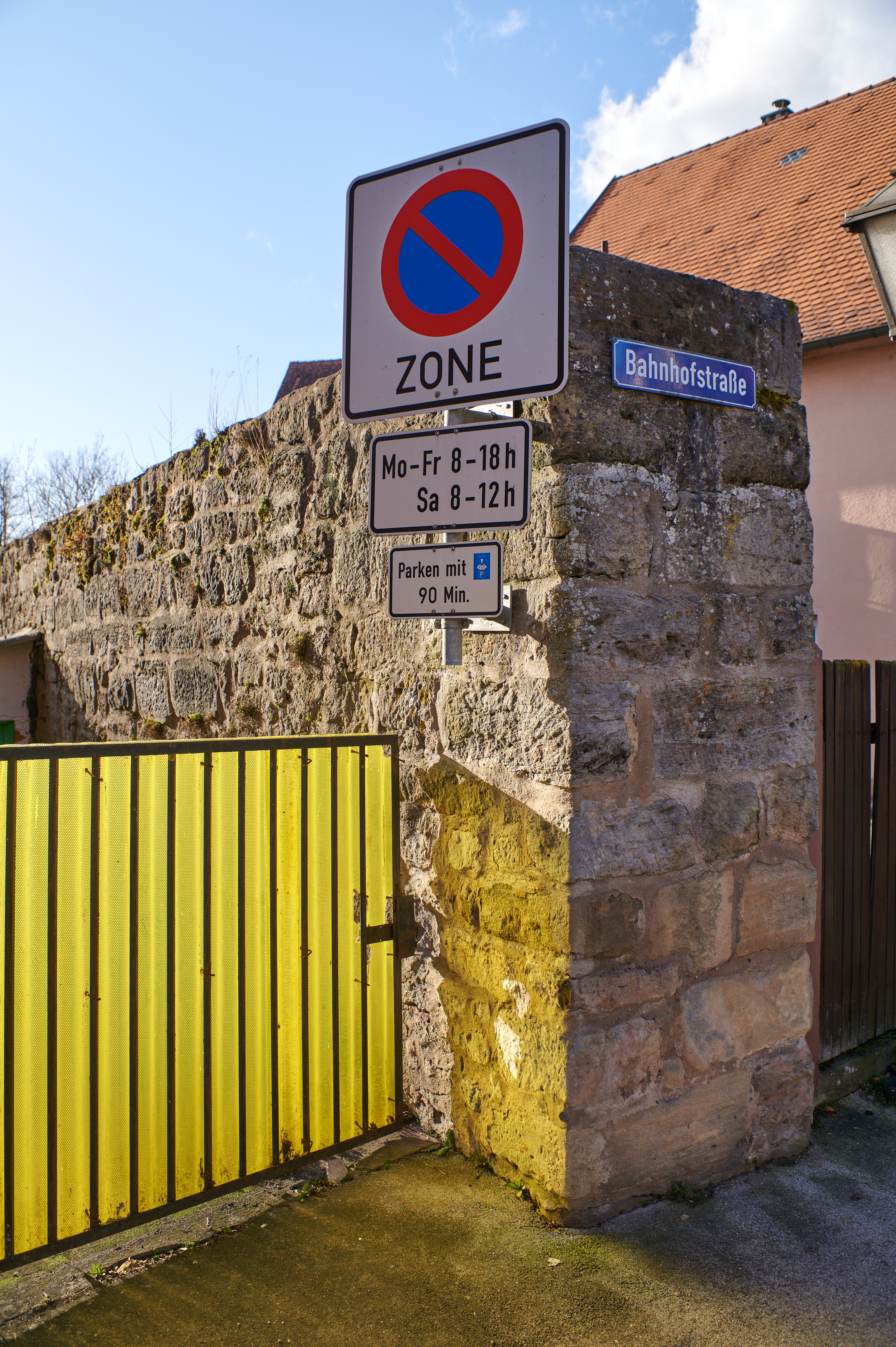
Stadtmauer Herrnhof 13
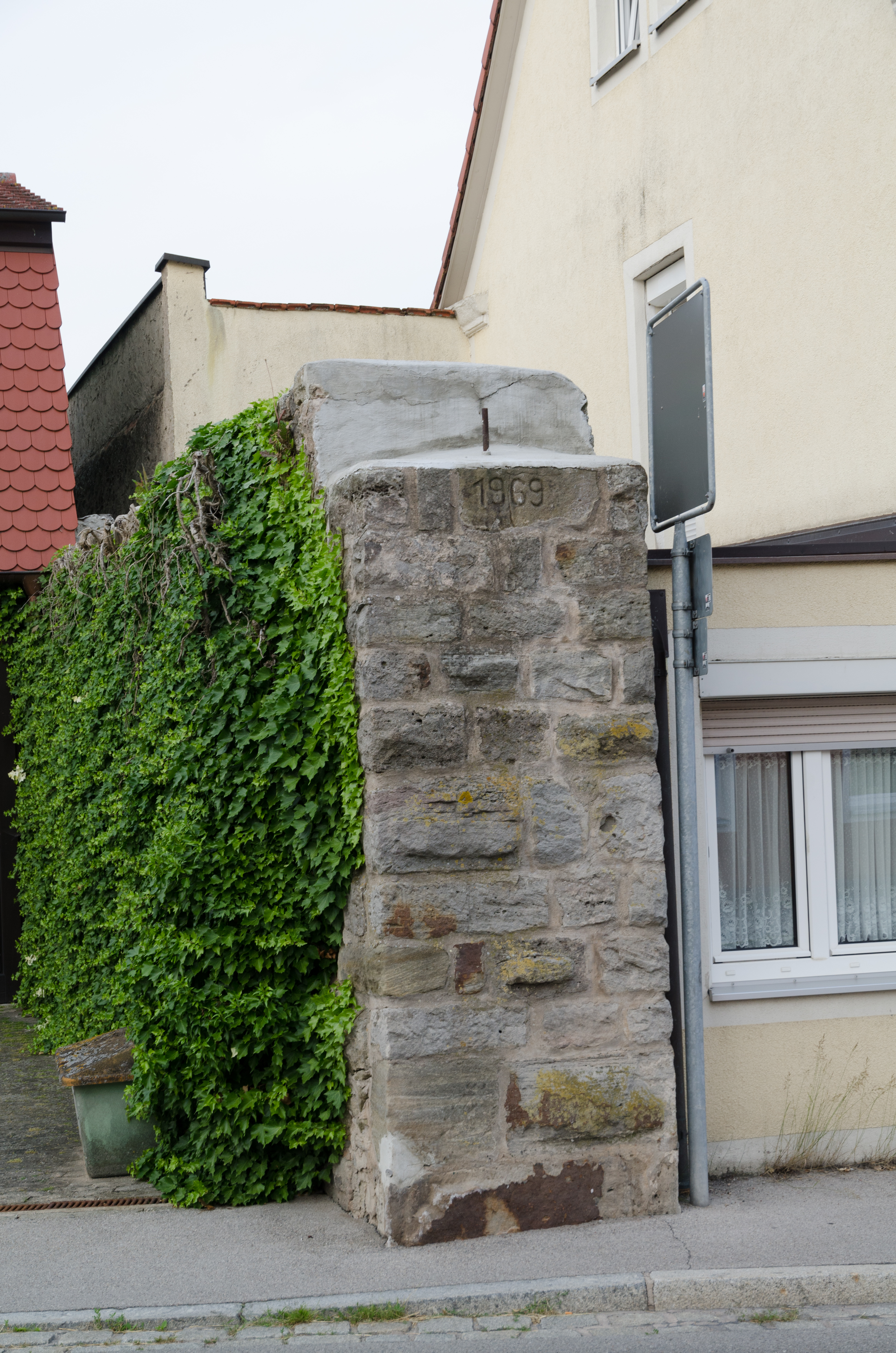
Stadtmauer Herrnhof 12c
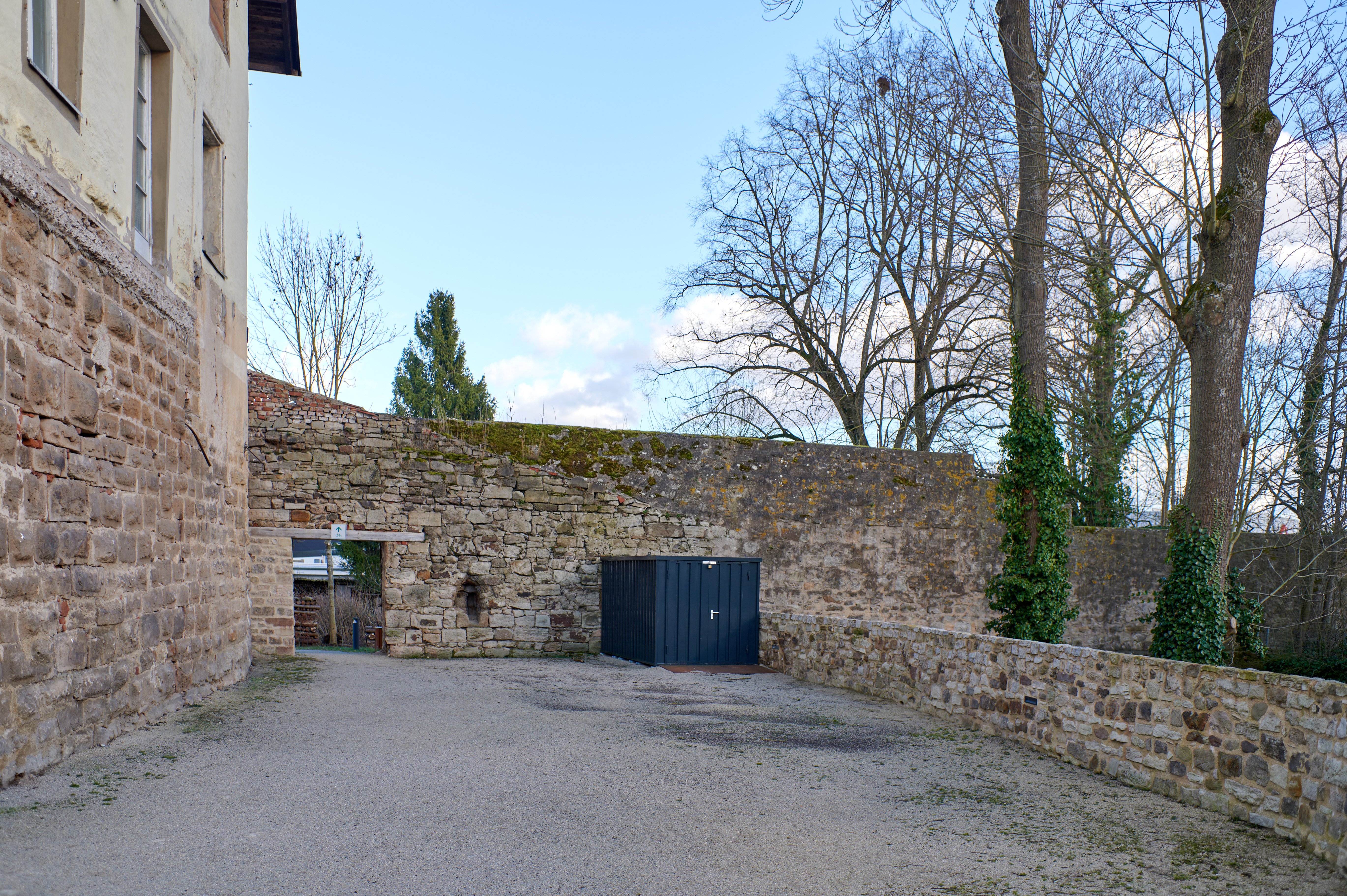
Stadtmauer südlich des Schlosses
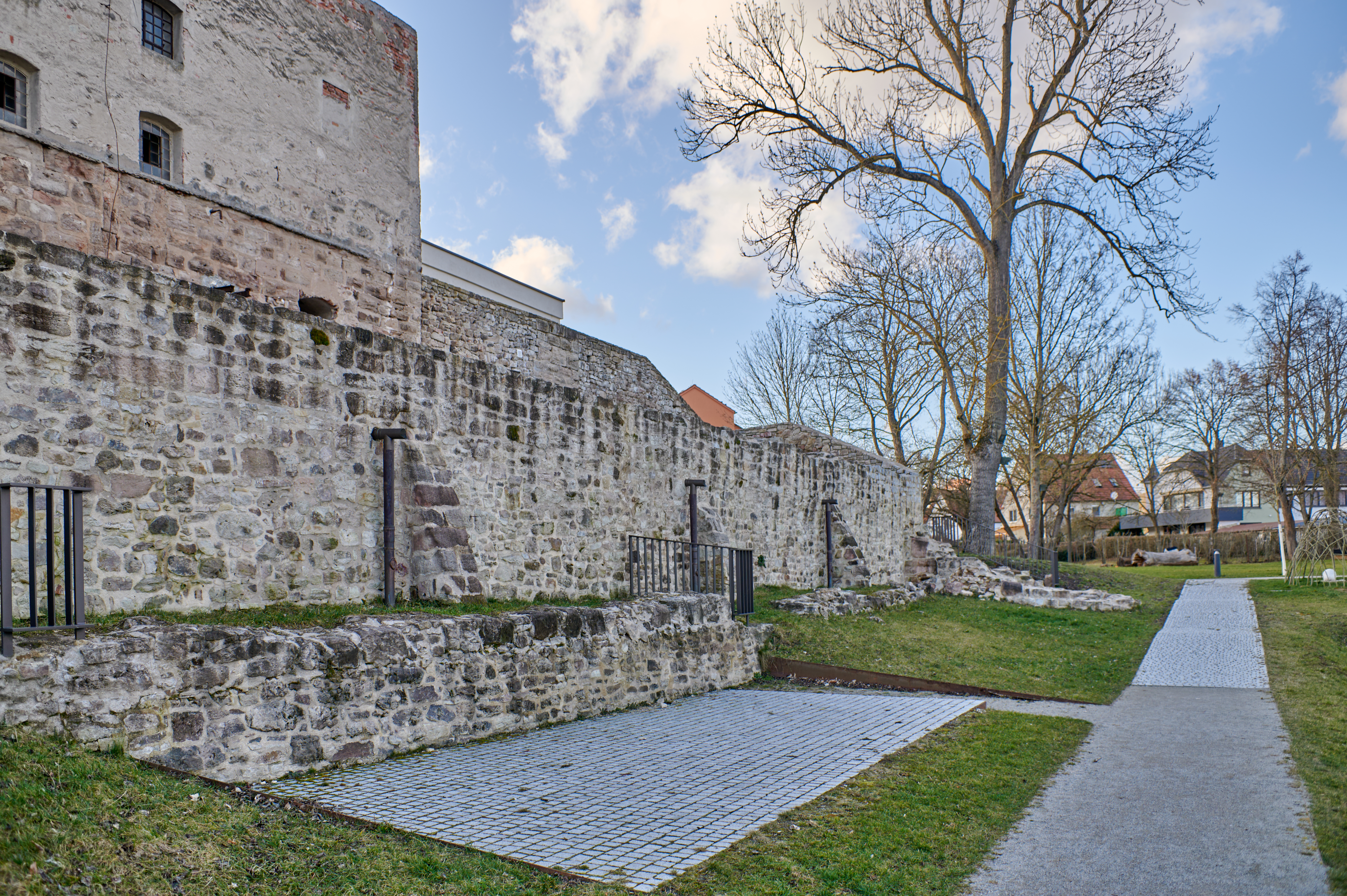
Stadtmauer am Schloss, Feldseite
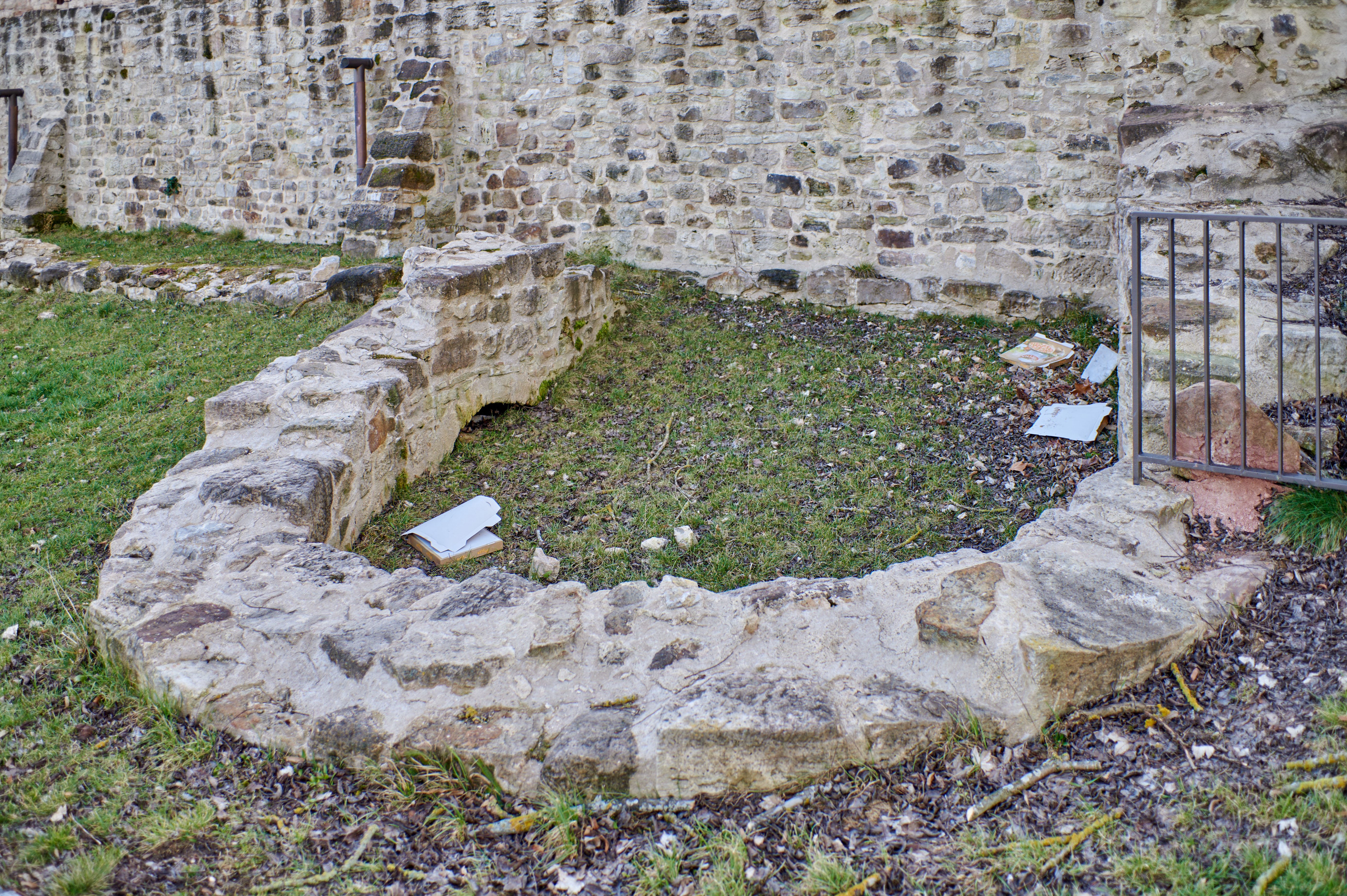
Stadtmauer am Schloss, Feldseite
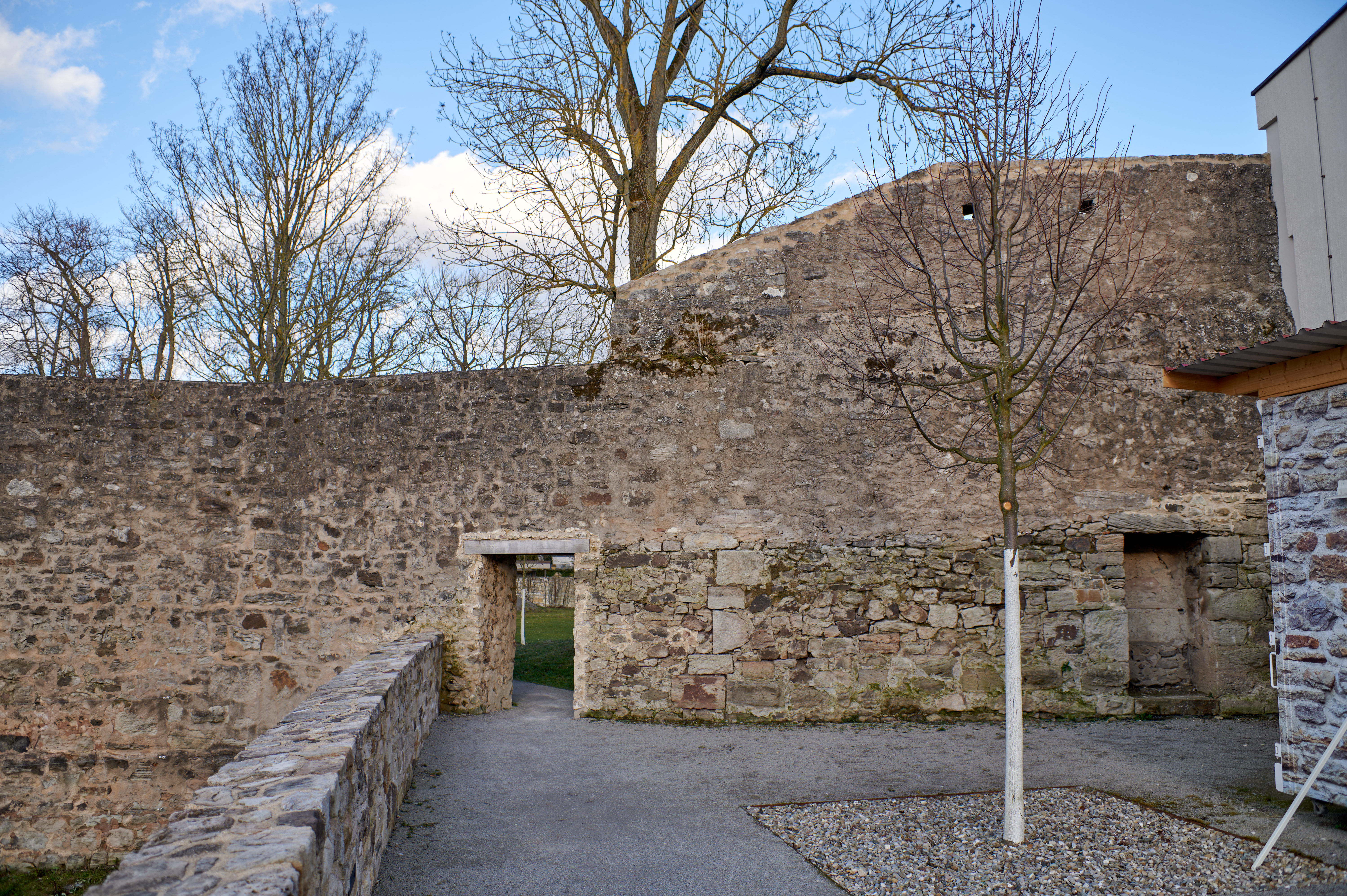
Stadtmauer nördlich des Schlosses
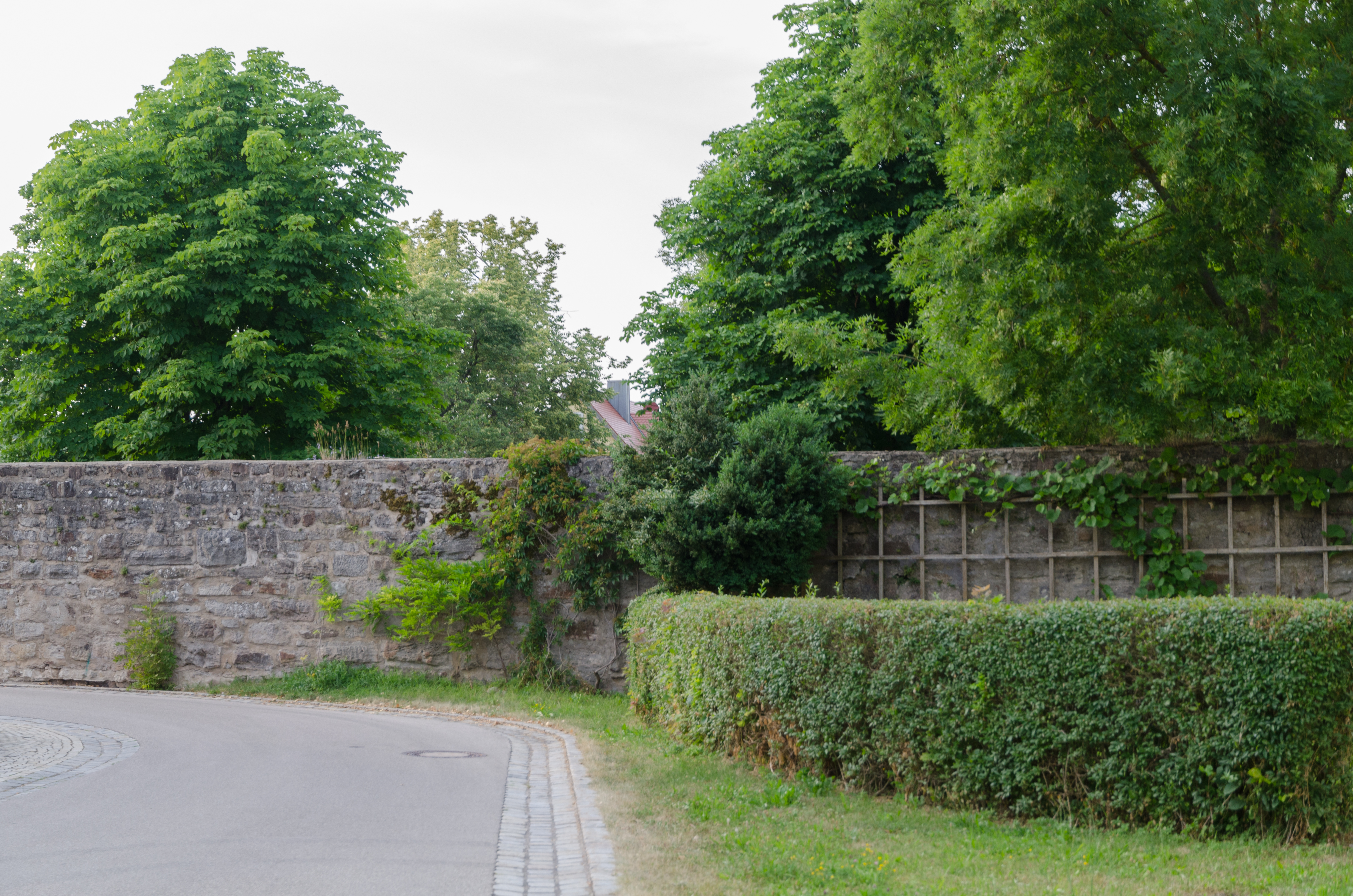
Stadtmauer Vogteiplatz 6
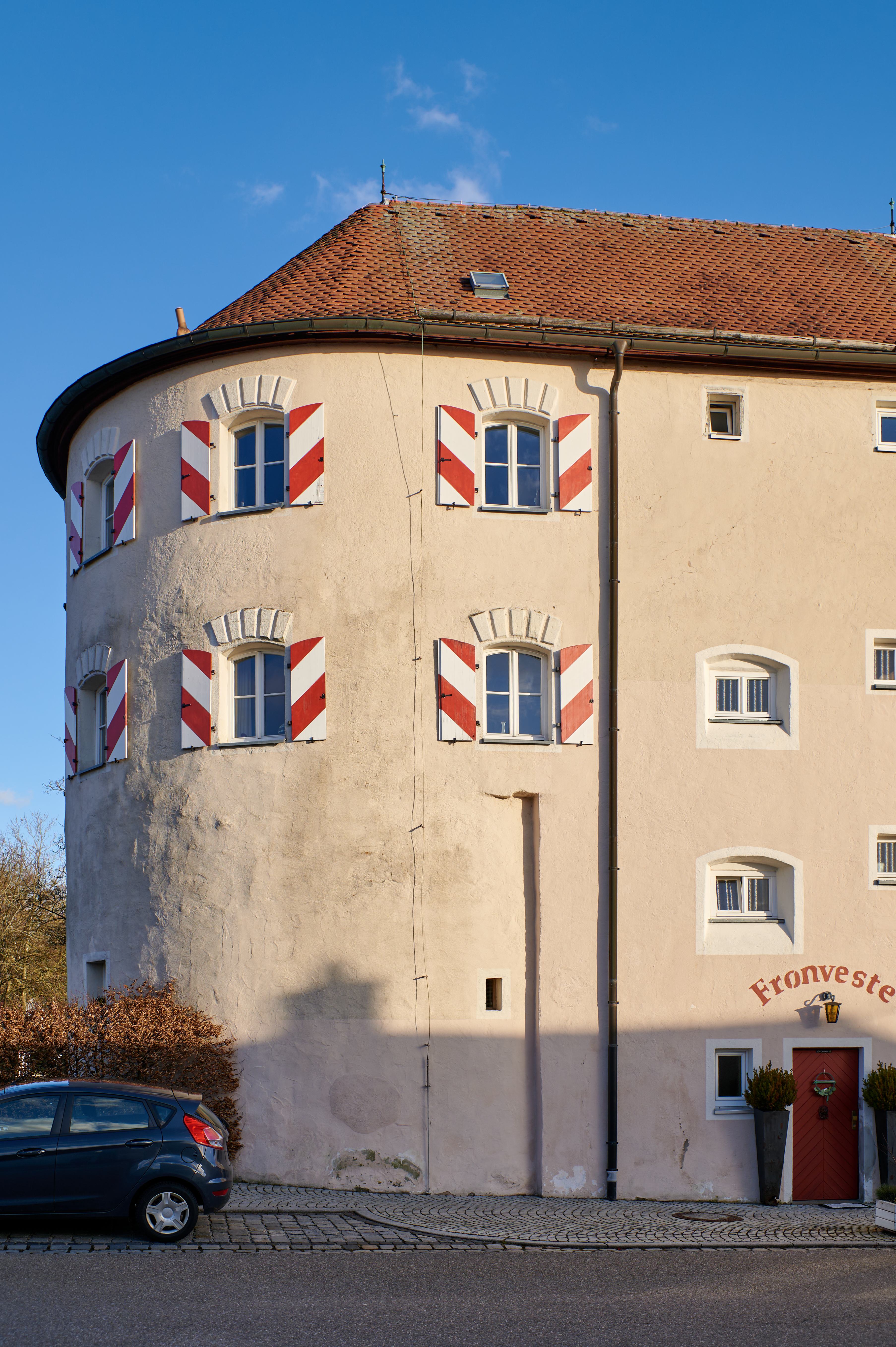
Fronveste, von Westen
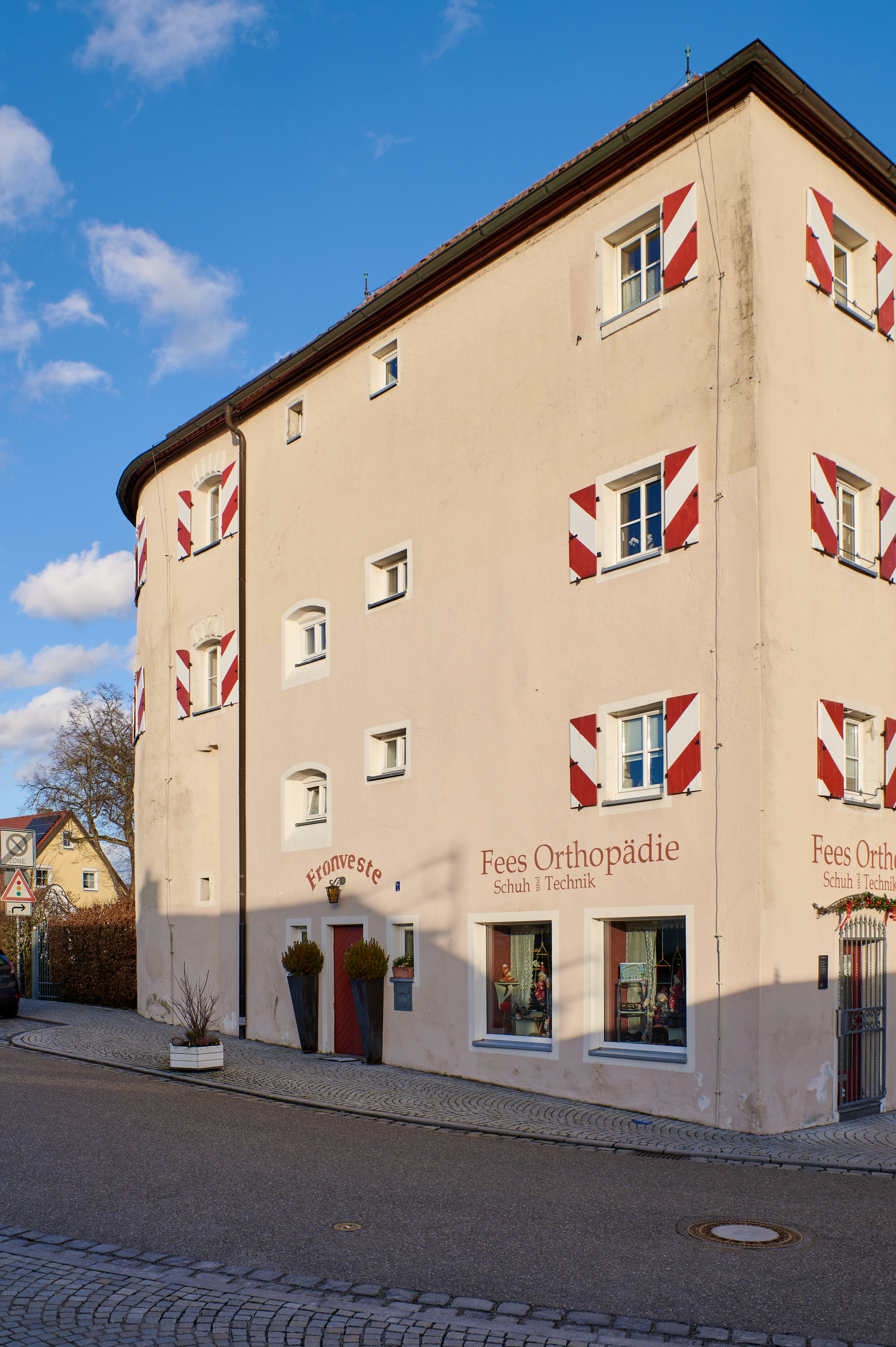
Fronveste, von Südwesten, Stadtseite
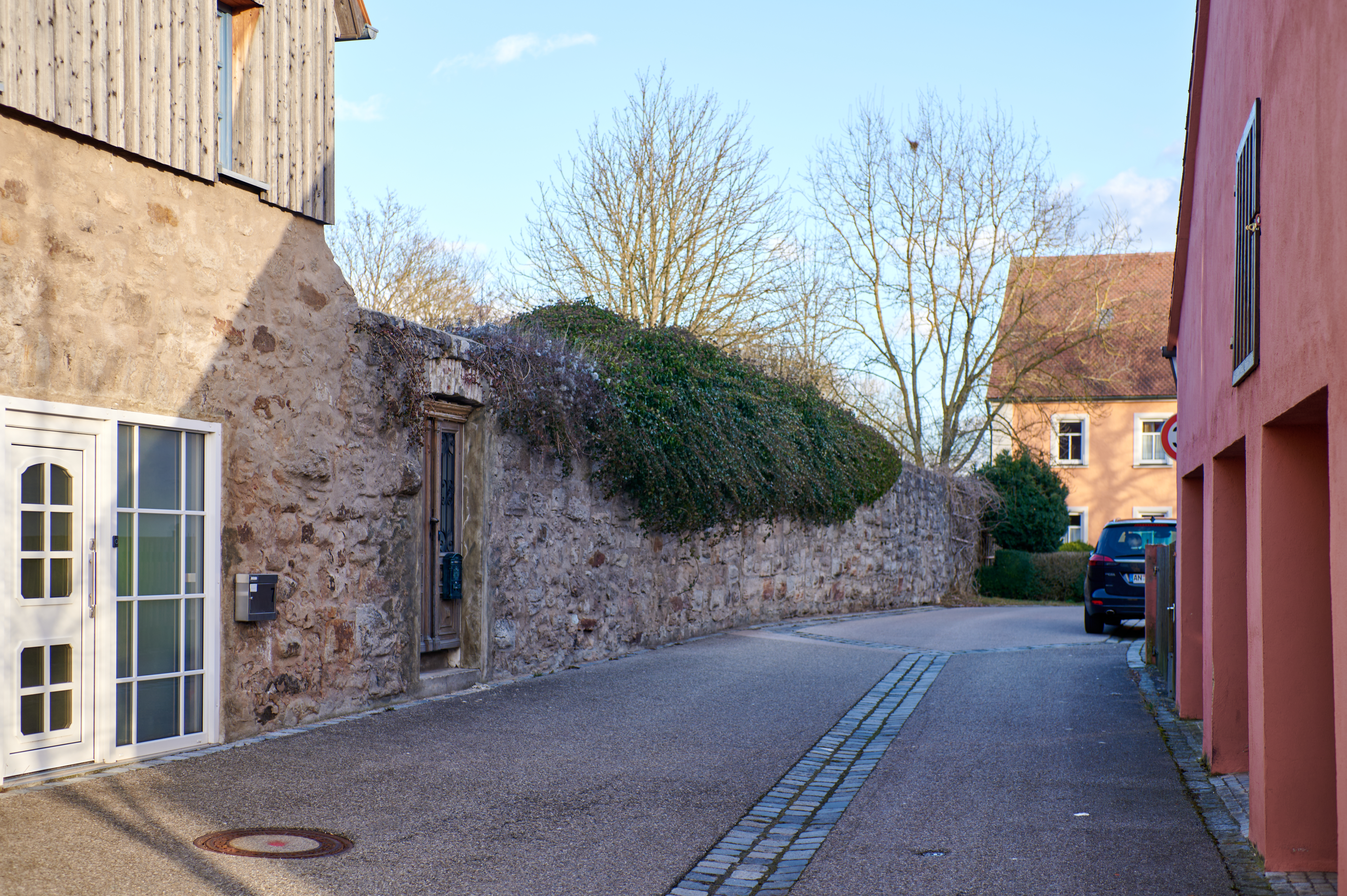
Stadtmauer An der Stadtmauer 7
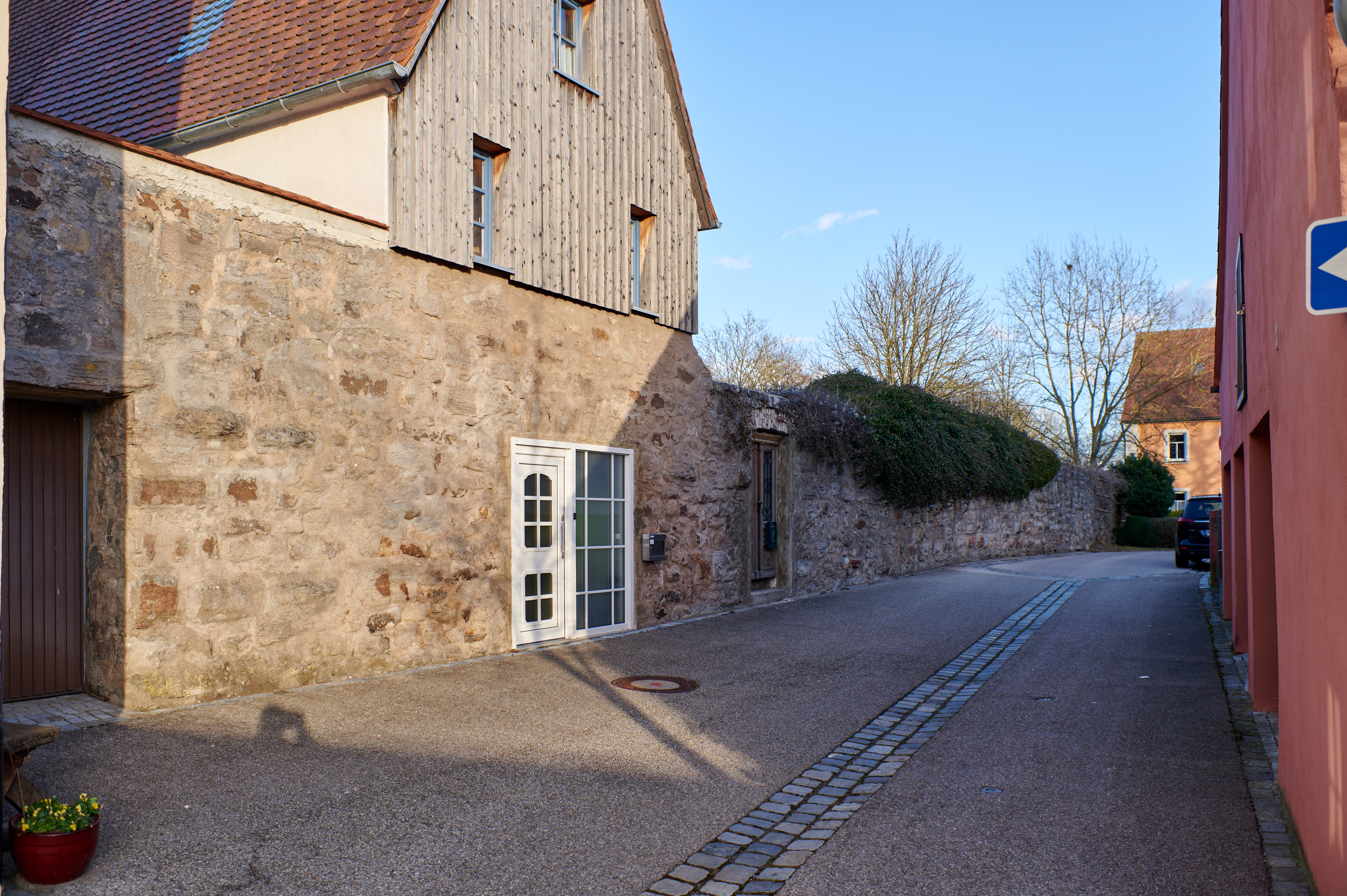
Stadtmauer An der Stadtmauer 7
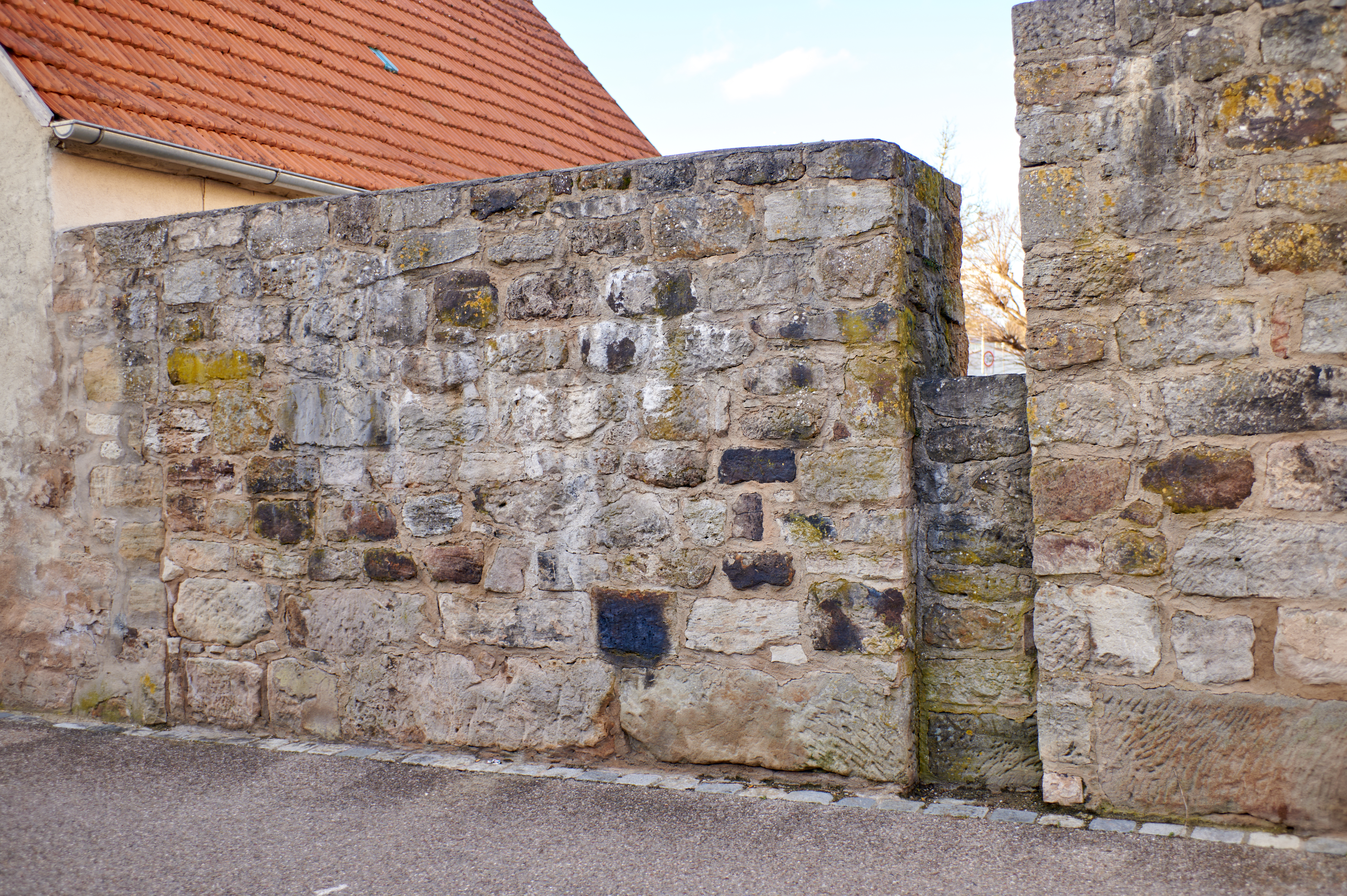
Stadtmauer An der Stadtmauer 5
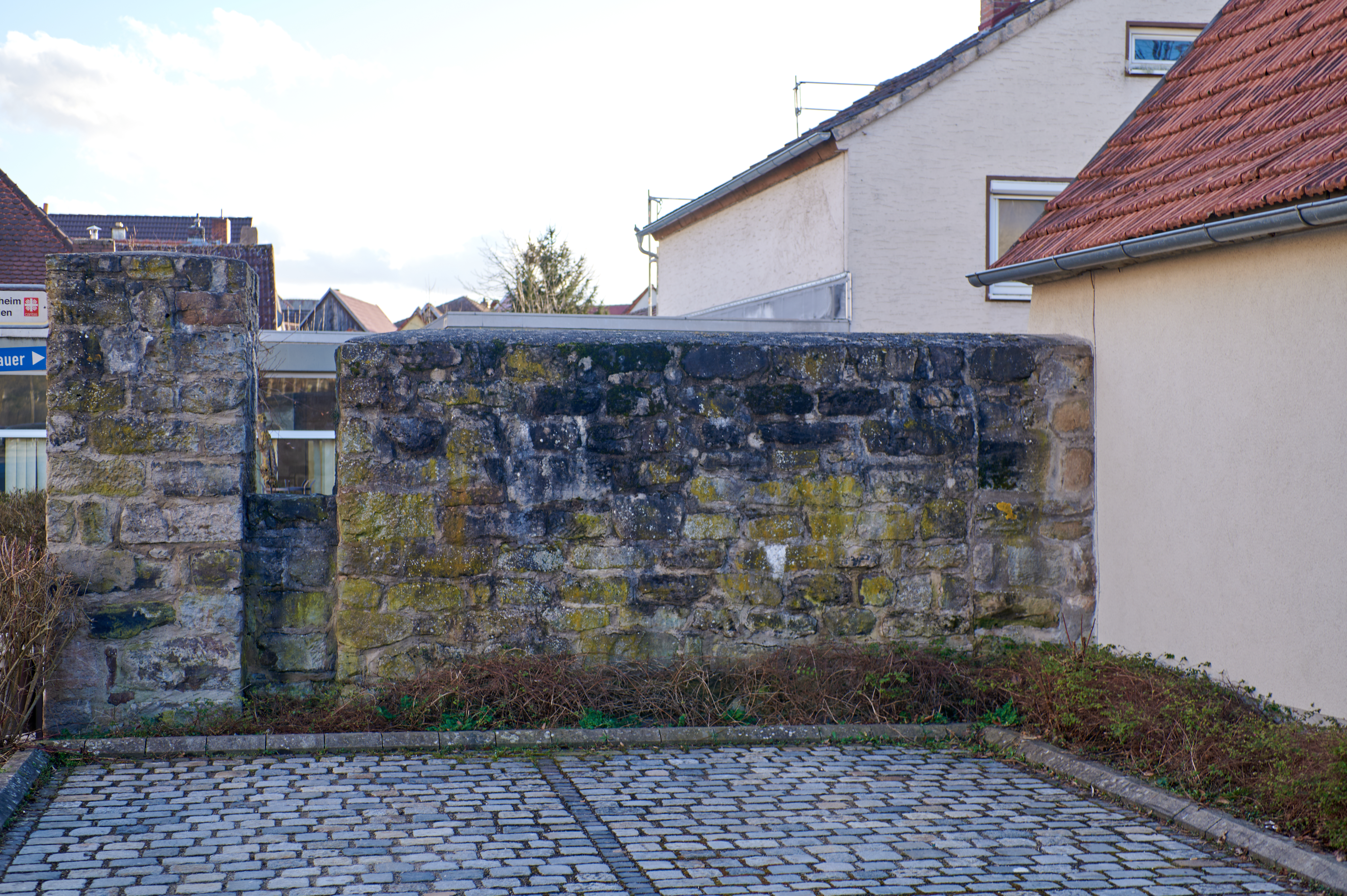
Stadtmauer An der Stadtmauer 5
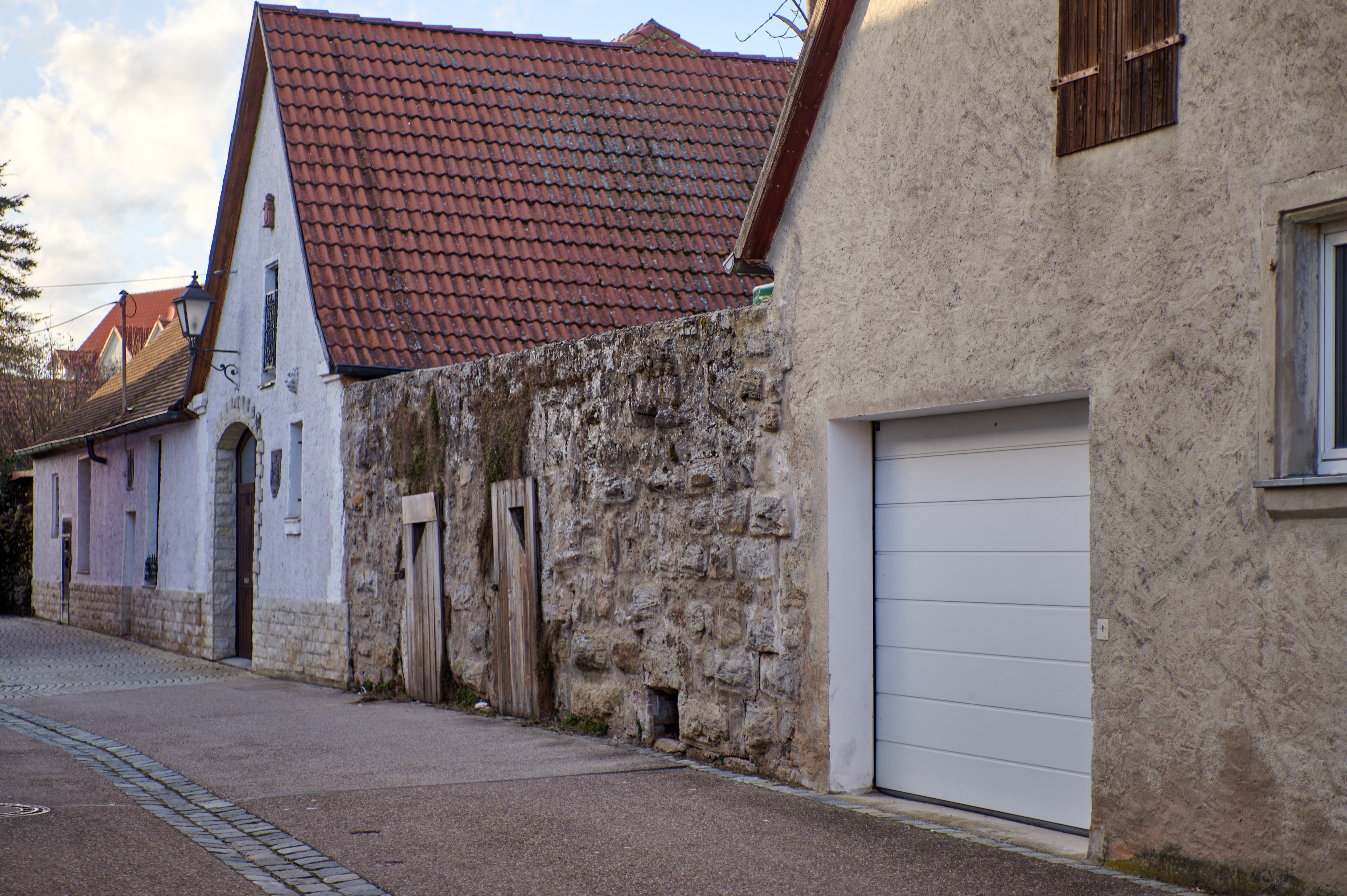
Stadtmauer An der Stadtmauer 3
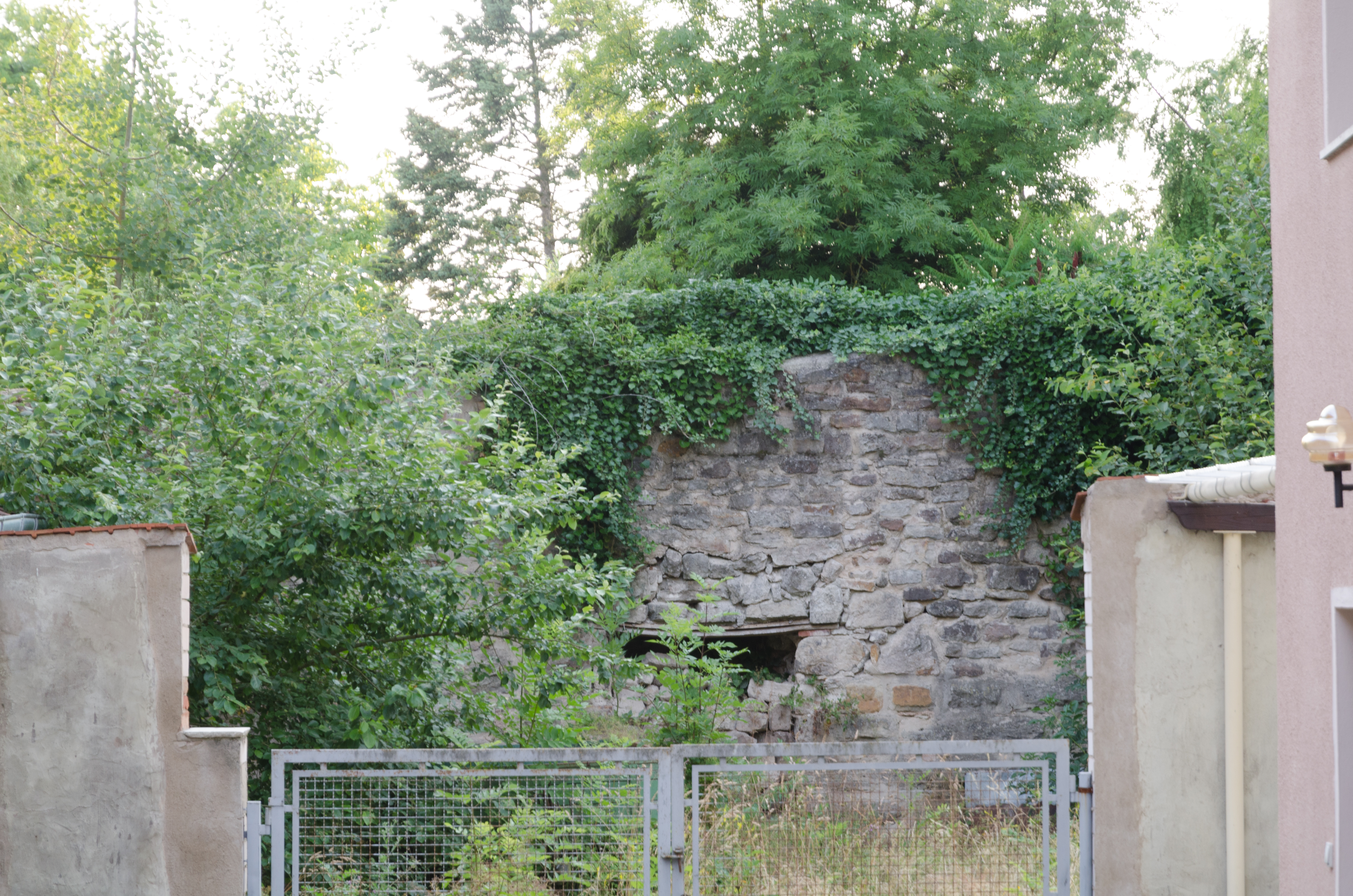
Stadtmauer Vordere Gasse 25

| Lage                                                            | Objekt                                                 | Beschreibung | Akten-Nr.              | Bild             |
| --------------------------------------------------------------- | ------------------------------------------------------ | --- | ---------------------- | ---------------- |
| Deocarplatz 3 (Standort)                                        | Stadtbefestigung                                       | Zugehörig | D-5-71-166-9 Wikidata  | BW               |
| Fronveststraße 12 (Standort)                                    | Ehemaliger Stadtturm mit Gefängnis, später Wohngebäude | Viergeschossiges Walmdachgebäude mit halbrundem Abschluss, teilweise 15. Jahrhundert; zugehörig Stadtbefestigung | D-5-71-166-13 Wikidata | weitere Bilder   |
| Herrnhof 9 (Standort)                                           | Stadtbefestigung                                       | Zugehörig | D-5-71-166-20          | BW               |
| Herrnhof 10 (Standort)                                          | Stadtbefestigung                                       | Zugehörig | D-5-71-166-21          | Stadtbefestigung |
| Marktplatz 6 (Standort)                                         | Torturm, sogenannter Storchenturm                      | Buckelquadermauerwerk, mit Walmdach, mit spitzbogiger Durchfahrt, um 1340                                        | D-5-71-166-29 Wikidata | weitere Bilder   |
| Vogteiplatz 8; Vogteiplatz 10; Nähe Münchener Straße (Standort) | Stadtbefestigung                                       | Zugehörig | D-5-71-166-57          | Stadtbefestigung |
| Vordere Gasse 21 (Standort)                                     | Stadtbefestigung                                       | Zugehörig | D-5-71-166-49          | BW               |

## Baudenkmäler nach Gemeindeteilen

### Herrieden
| Lage                         | Objekt                             | Beschreibung | Akten-Nr.              | Bild           |
| ---------------------------- | ---------------------------------- | --- | ---------------------- | -------------- |
| Altmühl (Standort)           | Brücke über die Altmühl            | Dreibogige Steinbrücke, 18. Jahrhundert, bezeichnet „1770“, mit zwei Nepomukfiguren, 19./20. Jahrhundert                                          | D-5-71-166-61 Wikidata | weitere Bilder |
| Am Martinsberg 40 (Standort) | Katholische Nebenkirche St. Martin | Saalkirche, Neubau 1688 nach Brand des Vorgängerbaus eingeweiht, erweiternde Umbauten von Gabriel de Gabrieli 1721, Turm 1732/33; mit Ausstattung | D-5-71-166-2 Wikidata  | weitere Bilder |
| Am Martinsberg 22 (Standort) | Friedhof                           | Anlage erste Hälfte 18. Jahrhundert, Grabmäler, vor allem 19. und 20. Jahrhundert                                                                 | D-5-71-166-2 Wikidata  | weitere Bilder |
| Am Martinsberg 22 (Standort) | Friedhof, Epitaphien               | 30 Epitaphien von Chorherren und Stiftsbeamten, 16. bis 18. Jahrhundert                                                                           | D-5-71-166-2 Wikidata  | weitere Bilder |
| Am Martinsberg 22            | Friedhof, Ölberggruppe             | 4 Figuren einer volkstümlichen Ölberggruppe, wohl spätes 17. Jahrhundert, in einer offenen Halle                                                  | D-5-71-166-2 Wikidata  | BW             |
| Am Martinsberg 22            | Friedhof, Kruzifix                 | Gusseisenkruzifixus des 19. Jahrhunderts | D-5-71-166-2 Wikidata  | BW             |
| Am Martinsberg 22 (Standort) | Friedhof, Ummauerung               | Erste Hälfte 18. Jahrhundert | D-5-71-166-2 Wikidata  | weitere Bilder |
| Steinweg (Standort)          | Kreuzweg                           | 7 Stationsbildstöcke in Gehäusen, 18. Jahrhundert, am Fußweg von der Stadt nach St. Martin (Lage) (Lage) (Lage) (Lage) (Lage) (Lage)              | D-5-71-166-2 Wikidata  | weitere Bilder |

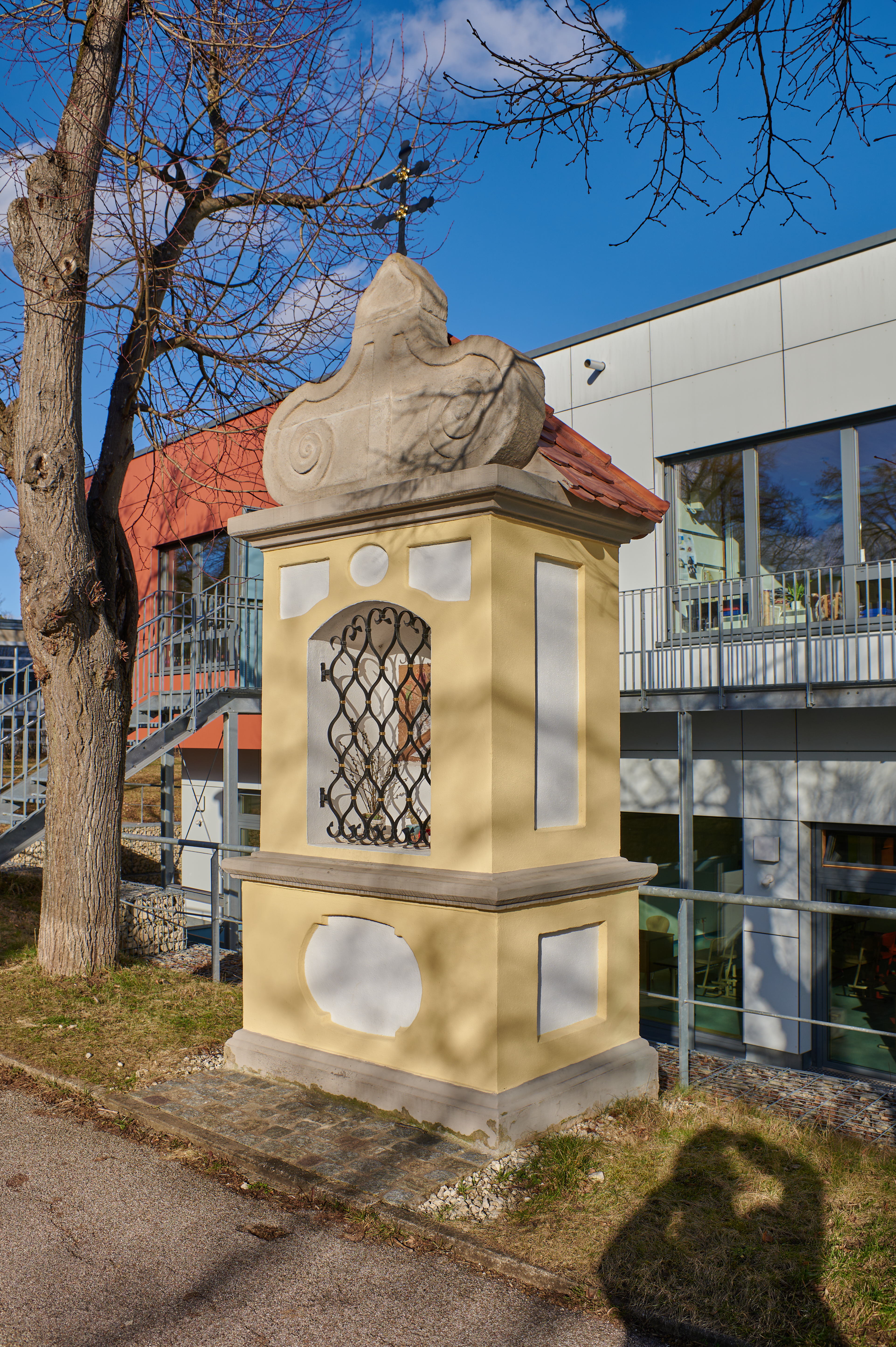
Station I.
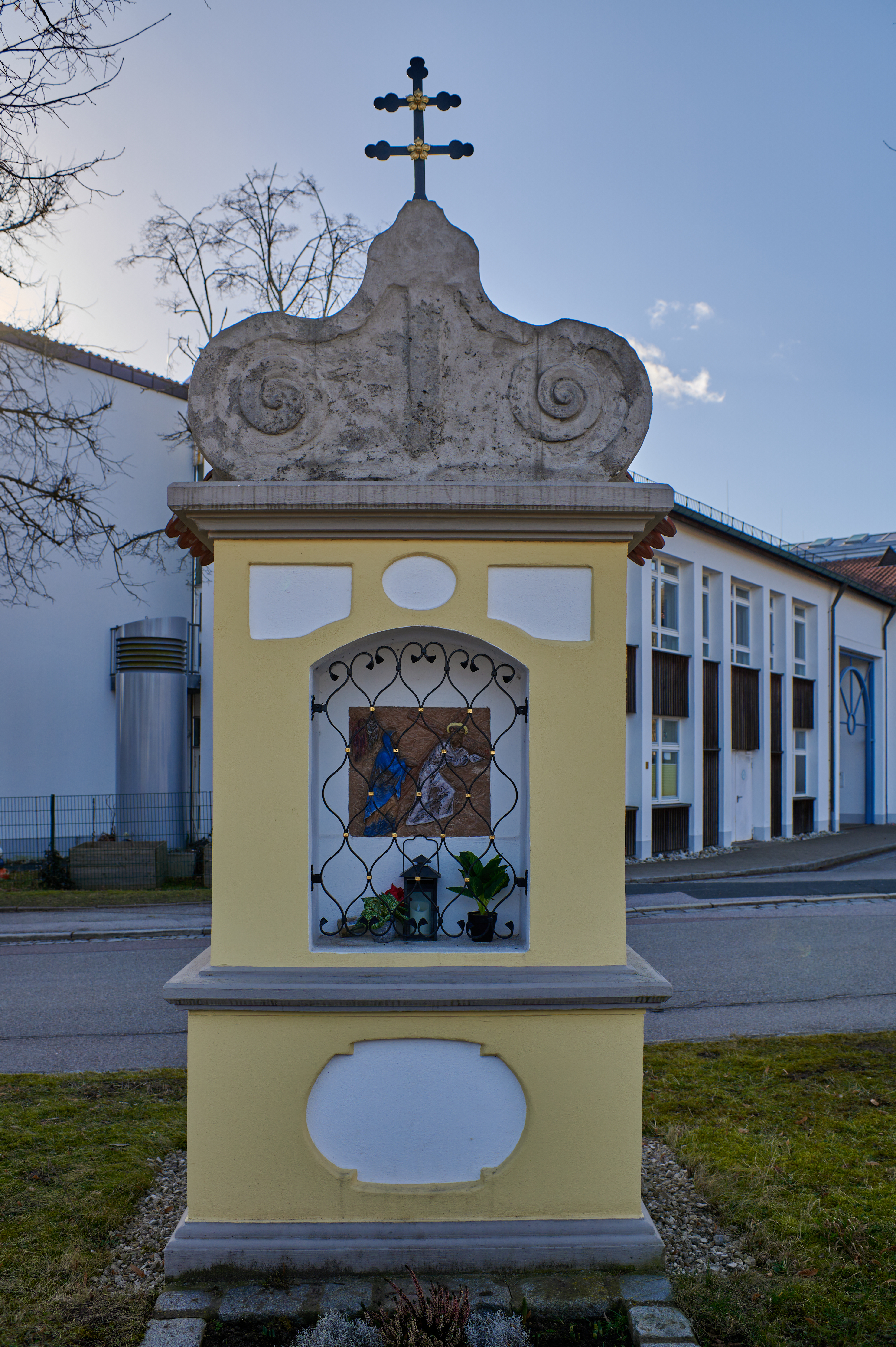
Station II.
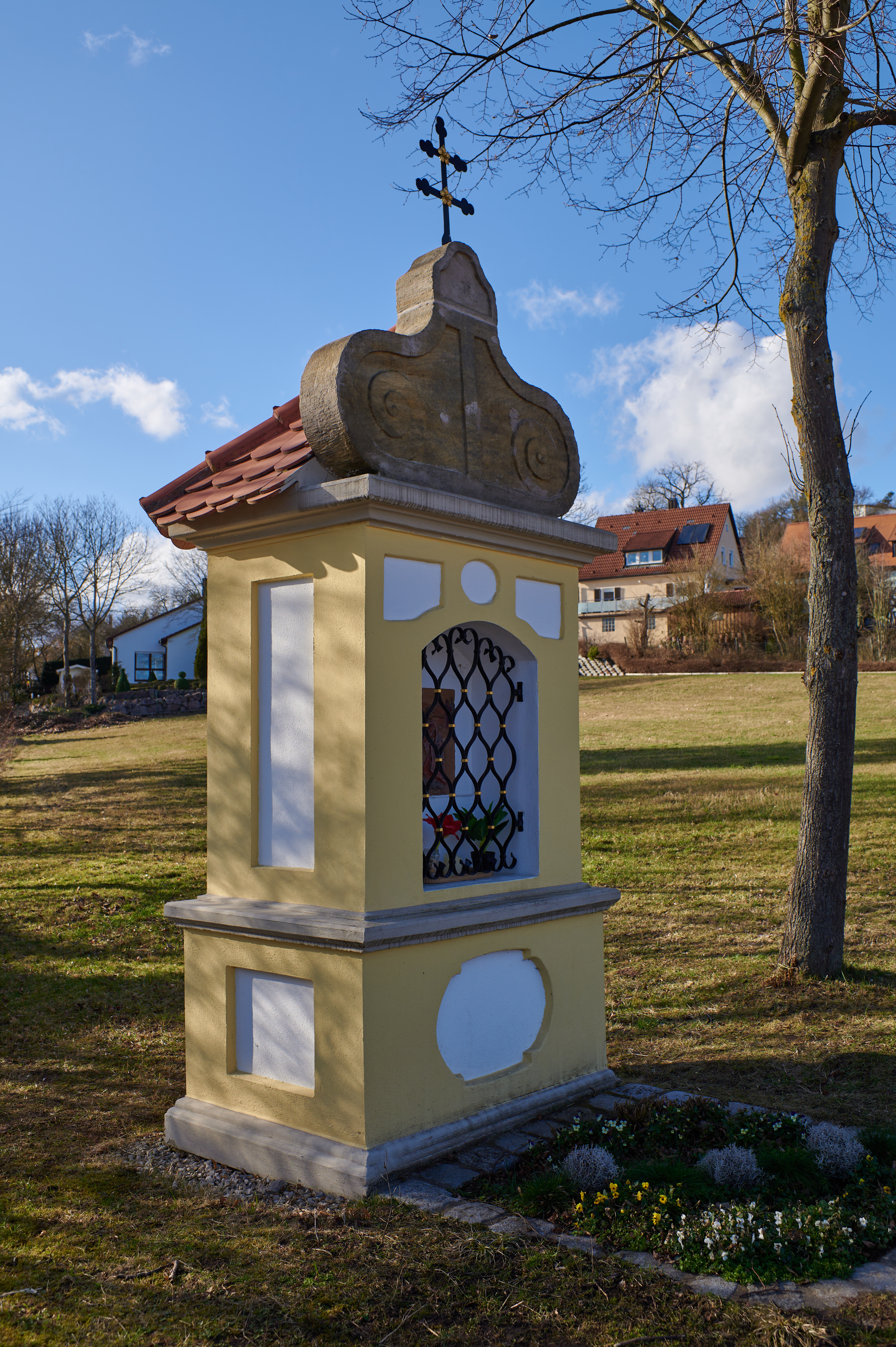
Station III.
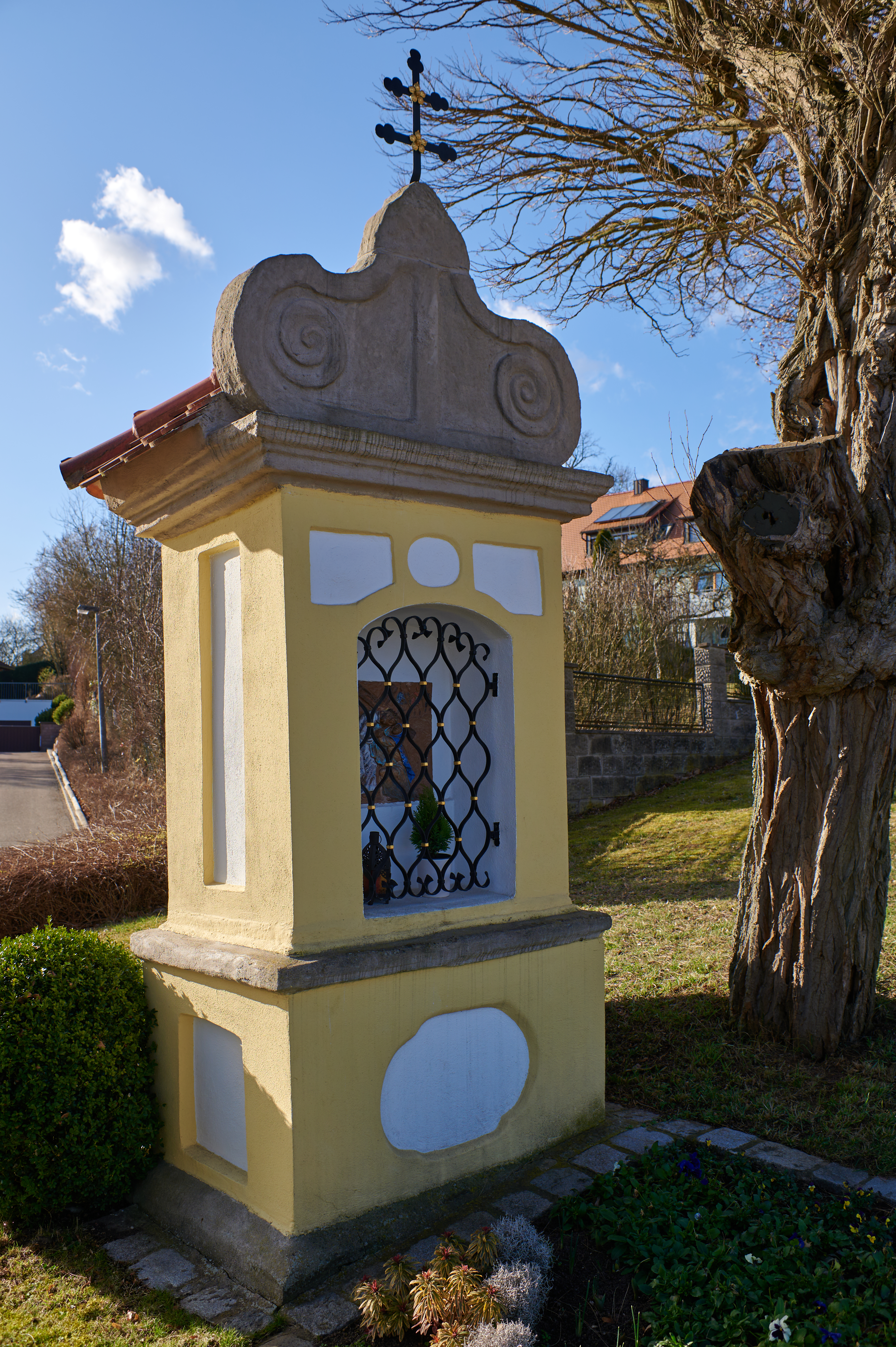
Station IV.
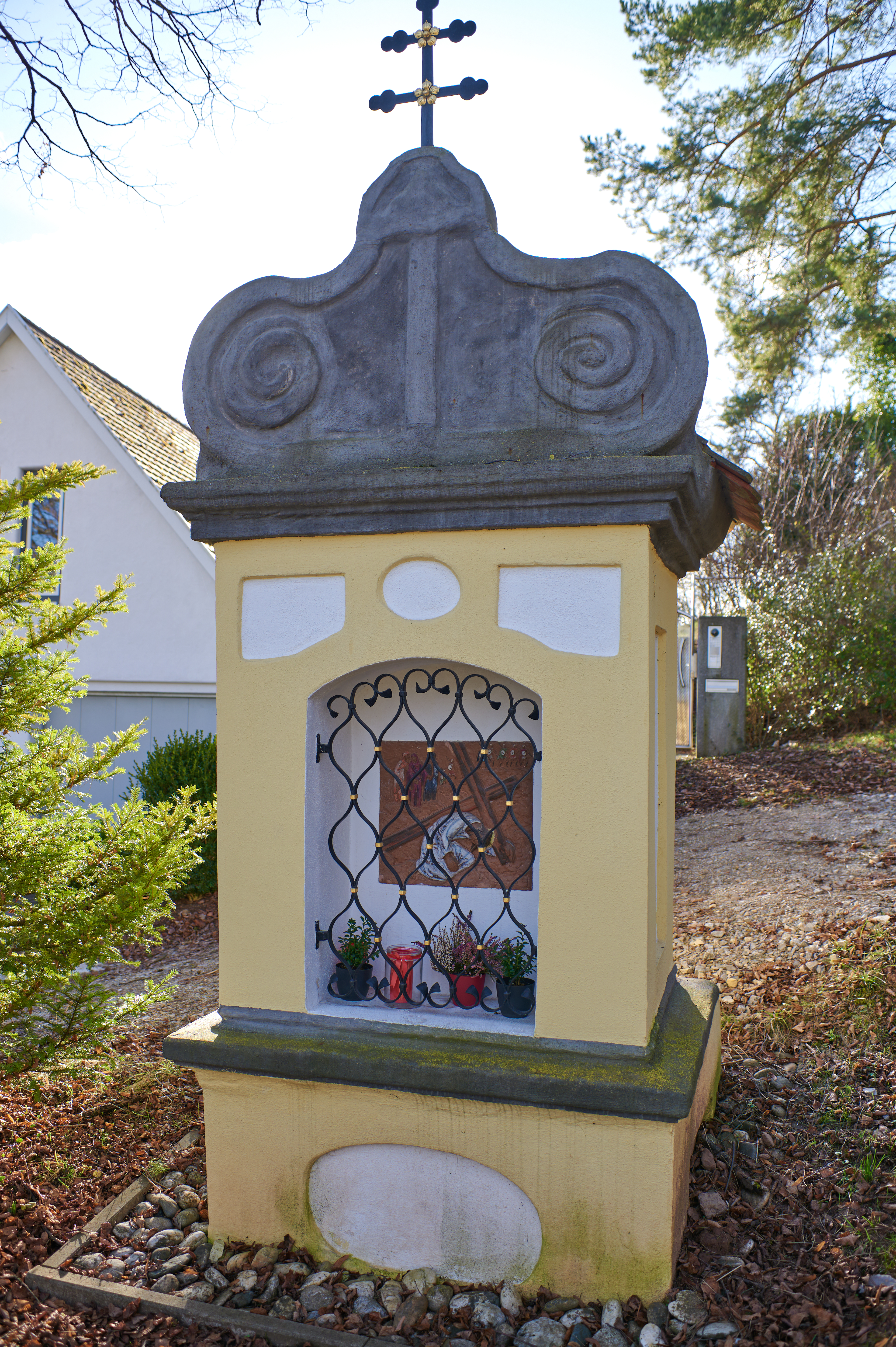
Station V.
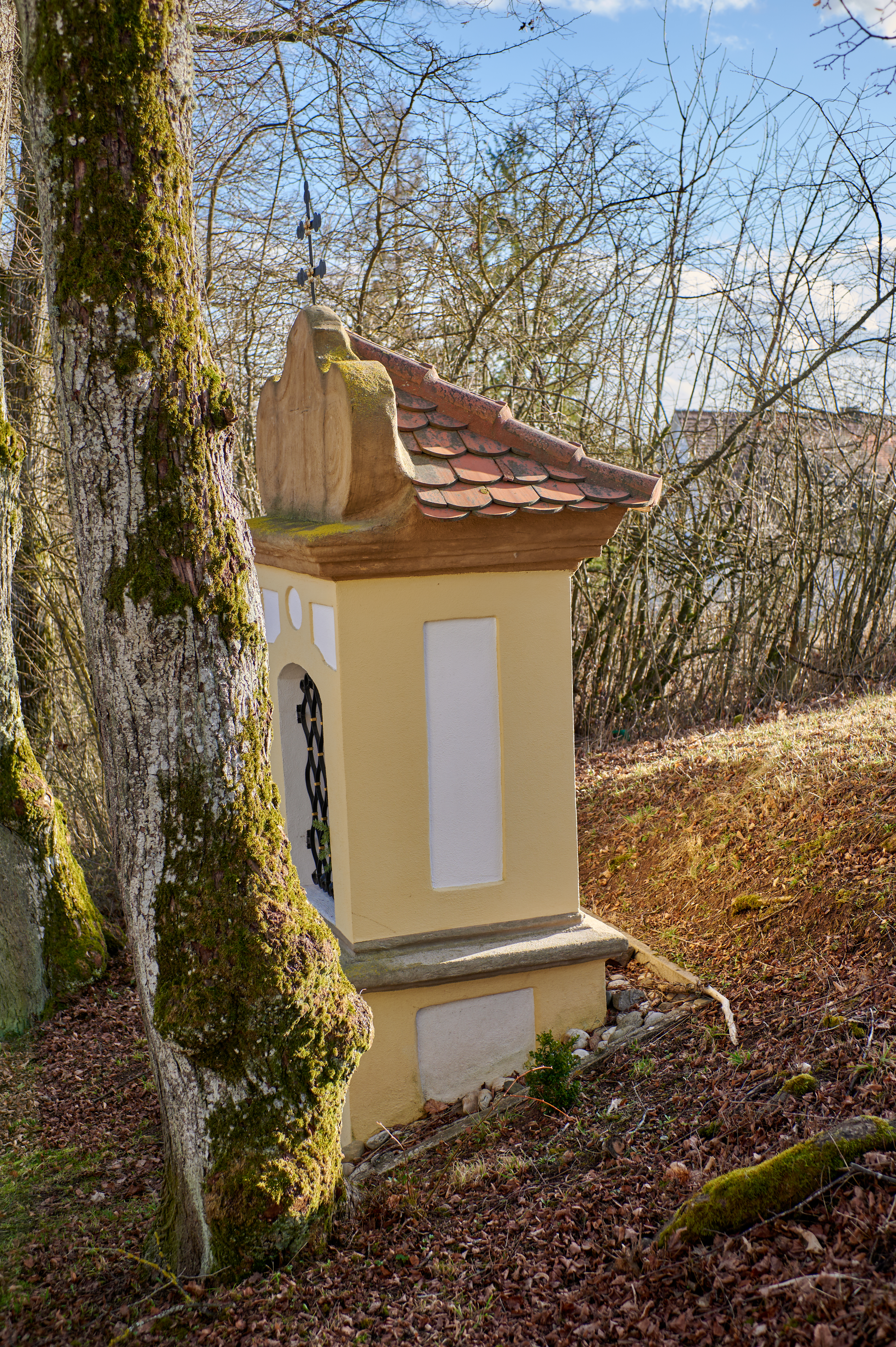
Station VI.
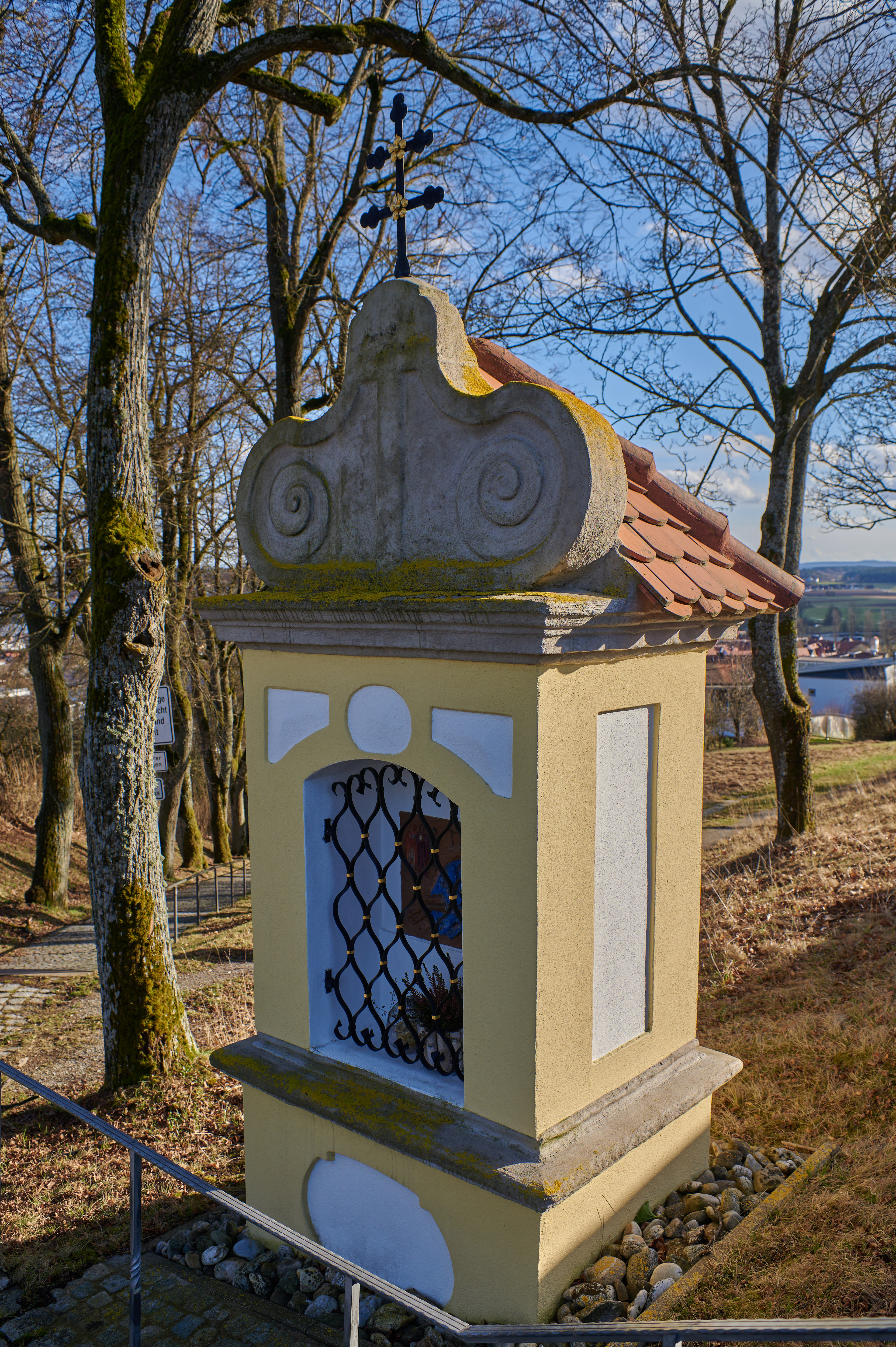
Station VII.

| Lage                                                                                                 | Objekt                                                              | Beschreibung | Akten-Nr.               | Bild           |
| --- | ------------------------------------------------------------------- | --- | ----------------------- | -------------- |
| An der Stadtmauer 3 (Standort)                                                                       | Wohnhaus                                                            | Schmales traufständiges Gebäude mit Mansarddach, in Teilen Fachwerk, 18./19. Jahrhundert; teilweise auf der Stadtmauer aufsitzend | D-5-71-166-3 Wikidata   | weitere Bilder |
| An der Stadtmauer 14 (Standort)                                                                      | Wohngebäude, sogenanntes Jungfernhäusl                              | Zweigeschossiger Walmdachbau, teilweise Fachwerk, 18. Jahrhundert | D-5-71-166-188 Wikidata | weitere Bilder |
| Ansbacher Straße 2 (Standort)                                                                        | Wohnhaus                                                            | Zweigeschossiger giebelständiger Satteldachbau, Fachwerk verputzt, im Kern 17./18. Jahrhundert | D-5-71-166-5 Wikidata   | weitere Bilder |
| Ansbacher Straße 4 (Standort)                                                                        | Wohngebäude                                                         | Zweigeschossiger giebelständiger Satteldachbau, überwiegend Fachwerk, im Kern 17./18. Jahrhundert | D-5-71-166-6 Wikidata   | weitere Bilder |
| Brühlwiesen, 500 m außerhalb an der Straße Richtung Mühlbruck (Standort)                             | Wegkreuz, Bildstock                                                 | Gusseisen auf Sandsteinsockel, Ende 19. Jahrhundert | D-5-71-166-66 Wikidata  | BW             |
| Deocarplatz 1 (Standort)                                                                             | Ehemaliges Volksschulgebäude, jetzt Sonderschule                    | Zweigeschossiger Dreiflügelbau mit hohem Sockelgeschoss, Walm- und Halbwalmdachschluss, mit Zwerchhaus, rustizierte Lisenen und Putzgliederung, in neubarocken Formen der Münchener Schule, 1914/16 | D-5-71-166-8 Wikidata   | weitere Bilder |
| Deocarplatz 2 (Standort)                                                                             | Ehemaliges Chorherrenhaus                                           | Zweigeschossiger Bau mit Halbwalmdach, barocke Fassadengliederung mit Mittelrisalit, Torpfeiler, zweite Hälfte 18. Jahrhundert; 2000 als Erweiterung der Wolfhard-Schule ausgebaut (vgl. Deocarplatz 1) | D-5-71-166-9 Wikidata   | weitere Bilder |
| Deocarplatz 2, 3 (Standort)                                                                          | Torpfeiler                                                          | wohl 19. Jahrhundert | D-5-71-166-9 Wikidata   | weitere Bilder |
| Deocarplatz 10 (Standort)                                                                            | Ehemalige Zehntscheune                                              | Zweigeschossiger traufständiger Satteldachbau, massiv, Bruchstein- und Sandsteinmauerwerk, im Kern um 1800 unter Verwendung älterer Konstruktionsteile | D-5-71-166-193 Wikidata | weitere Bilder |
| Fronveststraße 2 (Standort)                                                                          | Wohngebäude                                                         | Zweigeschossiger Satteldachbau in Ecklage, im Kern 16. Jahrhundert, mit Hausmadonna, Holz gefasst, um 1500 | D-5-71-166-11 Wikidata  | weitere Bilder |
| Fronveststraße 3 (Standort)                                                                          | Giebelhaus                                                          | Eingeschossig, verputztes Fachwerk, 17. bis 19. Jahrhundert | D-5-71-166-12 Wikidata  | BW             |
| Fronveststraße 3 (Standort)                                                                          | Nebengebäude                                                        | teilweise Fachwerk, gleiche Zeit | D-5-71-166-12           | BW             |
| Herrnhof 1 (Standort)                                                                                | Katholische Nebenkirche Unserer Lieben Frau                         | Flachgedeckter Saalbau mit netzgewölbtem spätgotischem Chor, Neubau, 1474 sowie nach Brand 1493, Dachreiter 1703, Veränderung 17./18. Jahrhundert und 19. Jahrhundert; mit Ausstattung | D-5-71-166-15           | weitere Bilder |
| Herrnhof 2 (Standort)                                                                                | Ehemalige alte Propstei                                             | Zweigeschossiges Gebäude mit Schopfwalmdach, in Ecklage, Fachwerk, vorkragendes Obergeschoss, 1490 (dendrochronologisch datiert), zweite Hälfte 17. Jahrhundert | D-5-71-166-16 Wikidata  | weitere Bilder |
| Herrnhof 3 (Standort)                                                                                | Gasthof                                                             | Zweigeschossiger Satteldachbau, einseitig mit Halbwalm, Fachwerk verputzt, teilweise vorkragendes Obergeschoss, 18./19. Jahrhundert, im Kern vor 1600 | D-5-71-166-17 Wikidata  | weitere Bilder |
| Herrnhof 3 (Standort)                                                                                | Nebengebäude                                                        | massiv, Sattel- und Walmdachabschluss, teilweise Fachwerk, 18./19. Jahrhundert | D-5-71-166-17 Wikidata  | weitere Bilder |
| Herrnhof 3 (Standort)                                                                                | Einfriedung                                                         | Erhaltene Teile der Einfriedung, 19. Jahrhundert | D-5-71-166-17 Wikidata  | BW             |
| Herrnhof 4, 5 (Standort)                                                                             | Ehemaliges Wohnstallhaus                                            | Freistehend, zweigeschossiger Satteldachbau, Fachwerk verputzt, im Kern vor 1500 | D-5-71-166-18 Wikidata  | weitere Bilder |
| Herrnhof 9 (Standort)                                                                                | Ehemaliges Gefängnis                                                | Zweigeschossiger Walmdachbau, mit Gliederungen in Naturstein, rustizierte Ecklisenen, um 1900 | D-5-71-166-20           | weitere Bilder |
| Herrnhof 10 (Standort)                                                                               | Ehemaliges Amtsgerichtsgebäude, Rathaus                             | Zweigeschossiger Walmdachbau, mit Natursteingliederungen, Mittelrisalit mit Giebelaufsatz, neubarock, um 1900 | D-5-71-166-21           | weitere Bilder |
| Herrnhof 20, 21, 22 (Standort)                                                                       | Ehemaliges Stiftsdekanat, heute Pfarrhaus                           | Zweigeschossiger Walmdachbau mit Zwerchhaus, rustizierte Lisenen und Putzgliederung, Holzfiguren, zweite Hälfte 18. Jahrhundert; mit Ausstattung | D-5-71-166-23 Wikidata  | weitere Bilder |
| Deocarplatz, Herrnhof (Standort)                                                                     | Einfriedung                                                         | Südlicher Teil der Einfriedung, 18./19. Jahrhundert | D-5-71-166-23           | BW             |
| Marktplatz 1 (Standort)                                                                              | Ehemalige Stiftskirche, jetzt katholische Stadtpfarrkirche St. Veit | Staffelhalle, dreischiffiges Langhaus mit Doppelturmfassade, dreijochiger Chor, Blasiuskapelle, Sakristei, Nikolauskapelle, Peter- und Paulkapelle, untere Geschosse der Türme wohl um 1300, 1340 errichteter Chor 1447 von Edress Embhart d. Ä. ersetzt, 1502–1522 Neubau des Langhauses, Wölbung des Langhauses 1740, Barockisierung um 1748, Veränderungen im 19. Jahrhundert, mit Dachreiter; mit Ausstattung | D-5-71-166-24 Wikidata  | weitere Bilder |
| Marktplatz 2 (Standort)                                                                              | Ehemaliges Kastenamt und ehemaliges Schulhaus                       | Zweigeschossiges Gebäude mit Steildach, teilweise Fachwerk erhalten, Wiederaufbau von „1523“ (bezeichnet), verändert im 19. Jahrhundert | D-5-71-166-25 Wikidata  | weitere Bilder |
| Marktplatz 3 (Standort)                                                                              | Ehemaliges Rathaus, auch Brothaus                                   | Zweigeschossiges Gebäude mit Steildach, Putzgliederungen, 1548, mit Veränderungen des 18./19. Jahrhunderts, bezeichnet „1752“ | D-5-71-166-26 Wikidata  | weitere Bilder |
| Marktplatz 4 (Standort)                                                                              | Gasthaus                                                            | Zweigeschossiger Satteldachbau in Ecklage, mit rustizierten Ecklisenen, Putzgliederung, im Kern um 1600 | D-5-71-166-27 Wikidata  | weitere Bilder |
| Marktplatz 8 (Standort)                                                                              | Wohn- und Geschäftshaus                                             | Zweigeschossiger giebelständiger Satteldachbau, rückwärtig mit Halbwalm, verputztes Fachwerk, wohl 18. Jahrhundert, mit älterem Kern | D-5-71-166-30 Wikidata  | weitere Bilder |
| Marktplatz 10 (Standort)                                                                             | Bürgerhaus, später Wohn- und Geschäftsgebäude                       | Zweigeschossiger Bau mit Steildach, rückwärtig Halbwalm, in Ecklage, Fachwerk verputzt, im Kern um 1600 | D-5-71-166-31 Wikidata  | weitere Bilder |
| Marktplatz 11 (Standort)                                                                             | Wohngebäude                                                         | Zweigeschossiger Bau mit Mansardwalmdach, in Ecklage, massiv, um 1800 | D-5-71-166-32 Wikidata  | weitere Bilder |
| Marktplatz 12 (Standort)                                                                             | Scheune                                                             | zweigeschossig, mit Mansarddach, Fachwerkobergeschoss, wohl 17. Jahrhundert | D-5-71-166-32           | BW             |
| Marktplatz 18 (Standort)                                                                             | Angeblich ehemaliges Rathaus                                        | Zweigeschossiges Gebäude mit Mansardwalmdach, spätes 18. Jahrhundert, an der Westfront der Frauenkirche angebaut | D-5-71-166-35 Wikidata  | weitere Bilder |
| Marktplatz 18 (Standort)                                                                             | Scheune                                                             | Zugehörig freistehende Scheune, eingeschossiges Gebäude mit Steildach, Fachwerkgiebel, 18. Jahrhundert | D-5-71-166-35           | weitere Bilder |
| Nähe Hintere Gasse (Standort)                                                                        | Scheune                                                             | Eingeschossiges Gebäude mit Steildach, Fachwerk, 17. Jahrhundert | D-5-71-166-45 Wikidata  | BW             |
| Nähe Münchener Straße; nördlich der Fronveste an der Münchener Straße (Standort)                     | Dreifaltigkeitskapelle                                              | Massiver kleiner Satteldachbau mit Ziergiebel, rückwärtig mit Walm, 18. Jahrhundert | D-5-71-166-64 Wikidata  | weitere Bilder |
| Nähe Münchener Straße; nördlich der Fronveste an der Münchener Straße (Standort)                     | Steinkreuz                                                          | Mittelalterlich | D-5-71-166-65           | weitere Bilder |
| Nähe Neunstetterstraße, am Ortsausgang (Standort)                                                    | Wegkreuz                                                            | Gusseisen, Mitte 19. Jahrhundert | D-5-71-166-42 Wikidata  | BW             |
| Nähe Vogteiplatz (Standort)                                                                          | Scheune                                                             | Eingeschossiger Bau mit Steildach, mit fachwerksichtigem Giebel, mit abgeschrägter Ecke, zweite Hälfte 16. Jahrhundert | D-5-71-166-54 Wikidata  | weitere Bilder |
| Neunstetterstraße 1 (Standort)                                                                       | Wohngebäude                                                         | Schmaler zweigeschossiger Satteldachbau, in Ecklage, Fachwerk verputzt, im Kern 16./17. Jahrhundert, rückwärtig an Stadtmauer grenzend, siehe Stadtbefestigung | D-5-71-166-36 Wikidata  | weitere Bilder |
| Neunstetterstraße 11, 13 (Standort)                                                                  | Ehemaliges Hirtenhaus                                               | Eingeschossiges Doppelhaus mit Mansardwalmdach, um 1800 | D-5-71-166-38 Wikidata  | weitere Bilder |
| Neunstetterstraße 12 (Standort)                                                                      | Wohngebäude                                                         | Zweigeschossiger giebelständiger Satteldachbau, Fachwerk, 17. Jahrhundert | D-5-71-166-39 Wikidata  | weitere Bilder |
| Neunstetterstraße 14 (Standort)                                                                      | Gasthaus                                                            | Zweigeschossiger Satteldachbau, in Ecklage, mit Fachwerkgiebel, 17./18. Jahrhundert | D-5-71-166-40 Wikidata  | weitere Bilder |
| Neunstetterstraße 15, 17 (Standort)                                                                  | Ehemaliges Hirtenhaus                                               | Doppelhaus, eingeschossiges Gebäude mit Mansardwalmdach, um 1800 | D-5-71-166-41 Wikidata  | weitere Bilder |
| Schießwasen; Staatsstraße 2248, an der Staatsstraße nach Leibelbach, 20 m nach der Brücke (Standort) | Wegkreuz                                                            | Gusseisen vergoldet, Sandsteinsockel, zweite Hälfte 19. Jahrhundert | D-5-71-166-67 Wikidata  | BW             |
| Siechwiesen, etwa 300 m westlich der Siechenkapelle in der Flur an der Altmühl (Standort)            | Kapellenbildstock                                                   | Kleiner massiver Bau mit Satteldachabschluss, mit Bildnische, 18. Jahrhundert | D-5-71-166-63 Wikidata  | BW             |
| Siechwiesen (Standort)                                                                               | Katholische Siechenkapelle Mariä Hilf                               | Backsteinbau, mit Natursteingliederungen, neugotisch, 1886/87; mit Ausstattung | D-5-71-166-62 Wikidata  | BW             |
| Turmstraße 1 (Standort)                                                                              | Wohngebäude                                                         | Zweigeschossiger giebelständiger Bau mit Mansarddach, rückwärtig Halbwalm, mit Ziergiebel, Putzgliederung, um 1700 | D-5-71-166-53 Wikidata  | weitere Bilder |
| Vogteiplatz 7 (Standort)                                                                             | Scheune, zum ehemaligen Brauhaus gehörig                            | Eingeschossiger Satteldachbau mit Fachwerkgiebel, erste Hälfte 18. Jahrhundert | D-5-71-166-56 Wikidata  | weitere Bilder |
| Vogteiplatz 8, 10; Nähe Münchener Straße (Standort)                                                  | Ehemaliges Schloss                                                  | Erbaut vor 1122, nach Schleifung 1316 neu errichtet 1340/44, abgebrannt 1490 und wiederaufgebaut 1508–10, bauliche Veränderungen 1686 und 1717 | D-5-71-166-57           | weitere Bilder |
| Vogteiplatz 8, 10 (Standort)                                                                         | Ehemaliges Schloss, Wohnhaus                                        | Dreigeschossiger Satteldachbau, nach Brand 1877–1878 neu errichtet | D-5-71-166-57           | weitere Bilder |
| Vogteiplatz 8 (Standort)                                                                             | Ehemaliges Schloss, Brauereigebäude                                 | 1717 | D-5-71-166-57           | weitere Bilder |
| Vogteiplatz 8, 10 (Standort)                                                                         | Ehemaliges Schloss, ehemaliger Torbau                               | Längsrechteckiger Steinbau mit Mansard-Walmdach, Wappentafel bezeichnet „1510“ | D-5-71-166-57           | weitere Bilder |
| Vogteiplatz 10 (Standort)                                                                            | Ehemaliges Schloss, Pavillon                                        | Achtseitiger Steinbau mit Mansard-Zeltdach, um 1800 | D-5-71-166-57           | weitere Bilder |
| Nähe Münchener Straße (Standort)                                                                     | Ehemaliges Schloss, Gartenhäuschen                                  | eingeschossiger Rechteckbau mit Satteldach, um 1800 | D-5-71-166-57           | weitere Bilder |
| Vogteiplatz 8, 10 (Standort)                                                                         | Ehemaliges Schloss, Steinbrücke                                     | Neu errichtet nach 1490 | D-5-71-166-57           | weitere Bilder |
| Vogteiplatz 8, 10; Nähe Münchener Straße (Standort)                                                  | Ehemaliges Schloss, Befestigungsmauern                              | 1412 und 1508–1510 erneuert, im Kern vermutlich älter | D-5-71-166-57           | weitere Bilder |
| Vogteiplatz 8, 10; Nähe Münchener Straße (Standort)                                                  | Ehemaliges Schloss, Nebengebäude                                    | | D-5-71-166-57           | weitere Bilder |
| Vogteiplatz 11 (Standort)                                                                            | Ehemaliges Finanzamt                                                | Dreigeschossiges Gebäude mit Steildach, mit Putzgliederung, 17. Jahrhundert, Veränderungen erstes Drittel 18. Jahrhundert durch Gabriel de Gabrieli sowie im 19. Jahrhundert | D-5-71-166-58 Wikidata  | weitere Bilder |
| Vordere Gasse 1 (Standort)                                                                           | Wohnhaus                                                            | Zweigeschossiger Walmdachbau, teilweise Fachwerk, Zwerchhaus, 17./18. Jahrhundert, Veränderung um 1910 | D-5-71-166-43 Wikidata  | weitere Bilder |
| Vordere Gasse 13 (Standort)                                                                          | Wohnhaus                                                            | Zweigeschossiges Gebäude mit Steildach, rückwärtig Walm, in Ecklage, verputztes Fachwerk, 18. Jahrhundert | D-5-71-166-46 Wikidata  | weitere Bilder |
| Vordere Gasse 21 (Standort)                                                                          | Wohnhaus                                                            | Zweigeschossiger Satteldachbau in Ecklage, Schweifgiebel mit Figurenaufsätzen, im Kern Anfang 15. Jahrhundert, umgebaut und erneuert um 1630 und Anfang 18. Jahrhundert | D-5-71-166-49           | weitere Bilder |
| Vordere Gasse 33, 35 (Standort)                                                                      | Giebelhaus mit Volutengiebel                                        | 18. Jahrhundert, 1910 verändert | D-5-71-166-51 Wikidata  | weitere Bilder |
| Wolfhardstraße 5 (Standort)                                                                          | Wohngebäude                                                         | Zweigeschossiger giebelständiger Satteldachbau, Obergeschoss und Giebel Fachwerk, mit vorkragendem Giebel, 18./19. Jahrhundert | D-5-71-166-59 Wikidata  | weitere Bilder |

### Brünst
| Lage                                                                                    | Objekt                    | Beschreibung                                             | Akten-Nr.              | Bild           |
| --------------------------------------------------------------------------------------- | ------------------------- | -------------------------------------------------------- | ---------------------- | -------------- |
| Oberbichl; am Ortsausgang Richtung Herrieden (Standort)                                 | Wegkreuz                  | Zweite Hälfte 19. Jahrhundert, flankiert von zwei Linden | D-5-71-166-68 Wikidata | weitere Bilder |
| Von Heuberg zur Kreisstraße AN 37, am Ortsausgang an der Straße nach Heuberg (Standort) | Katholische Marienkapelle | Kleiner massiver Satteldachbau, mit Putzgliederung, 1727 | D-5-71-166-69 Wikidata | weitere Bilder |

### Elbersroth
| Lage                                                                 | Objekt                                         | Beschreibung | Akten-Nr.              | Bild           |
| -------------------------------------------------------------------- | ---------------------------------------------- | --- | ---------------------- | -------------- |
| An der Wieseth; an der Straße nach Leukersdorf (Standort)            | Wegkreuz                                       | Gusseisen auf Sandsteinsockel, zweites Drittel 19. Jahrhundert | D-5-71-166-79 Wikidata | BW             |
| Nähe Pfarrer-Heumann-Straße (Standort)                               | Kriegerdenkmal                                 | Gotisierend in Bildstockform, 1914/18 | D-5-71-166-75 Wikidata | weitere Bilder |
| Nähe Pfarrer-Heumann-Straße (Standort)                               | Friedhof                                       | Anlage um 1910 | D-5-71-166-74 Wikidata | weitere Bilder |
| Nähe Pfarrer-Heumann-Straße (Standort)                               | Friedhofshaus                                  | kleiner eingeschossiger Walmdachbau, wohl gleichzeitig | D-5-71-166-74          | weitere Bilder |
| Nähe Pfarrer-Heumann-Straße (Standort)                               | Grabdenkmäler                                  | Mit zahlreichen aufeinander abgestimmten Grabdenkmälern der gleichen Zeit, meist in Stelenform, Grabstein Jechnerer, spätes 18. Jahrhundert                             | D-5-71-166-74          | weitere Bilder |
| Nähe Pfarrer-Heumann-Straße (Standort)                               | Einfriedung                                    | um 1910, mit Torpfeilerbekrönungen in Vasenform, spätes 18. Jahrhundert                                                                                                 | D-5-71-166-74          | weitere Bilder |
| Nähe Wiesethstraße, an der Straße nach Sickersdorf (Standort)        | Wegkapelle                                     | Kleiner massiver Satteldachbau, neugotisch, mit Madonnenfigur, um 1850                                                                                                  | D-5-71-166-77 Wikidata | weitere Bilder |
| Pfarrer-Heumann-Straße, nördlich der Kirche an der Brücke (Standort) | Bildstock                                      | Massiv, mit Satteldachabschluss, mit gemauerter Nische, 18./19. Jahrhundert                                                                                             | D-5-71-166-76 Wikidata | weitere Bilder |
| Pfarrer-Heumann-Straße 1 (Standort)                                  | Pfarrhof, Wohnhaus                             | Zweigeschossiger Walmdachbau, frühes 18. Jahrhundert, später erweitert                                                                                                  | D-5-71-166-73 Wikidata | weitere Bilder |
| Pfarrer-Heumann-Straße 1 (Standort)                                  | Pfarrhof, Grundstücksmauer                     | wohl 18. Jahrhundert | D-5-71-166-73          | weitere Bilder |
| Pfarrer-Heumann-Straße 5 (Standort)                                  | Katholische Pfarrkirche St. Jakobus der Ältere | Saalkirche, Neubau von Carl Jäger, 1925, mit neubarocken Elementen, ehemaliger Chor aus der Zeit um 1750 als Kapelle einbezogen, Turm mit Zwiebelhaube; mit Ausstattung | D-5-71-166-70 Wikidata | weitere Bilder |
| Pfarrer-Heumann-Straße 6 (Standort)                                  | Massives Bauernhaus                            | Zwerchhausausbau, 1851 | D-5-71-166-72 Wikidata | BW             |
| Pfarrer-Heumann-Straße 6                                             | Backofen                                       | | D-5-71-166-72          | BW             |
| Pfarrer-Heumann-Straße 13 (Standort)                                 | Ehemalige Schneidmühle, Hauptgebäude           | Eingeschossiger massiver Satteldachbau, bezeichnet „1809“ | D-5-71-166-71 Wikidata | BW             |
| Pfarrer-Heumann-Straße 13 (Standort)                                 | Ehemalige Schneidmühle, Nebengebäude, Scheune  | zweigeschossige Satteldachbauten, in Teilen Fachwerk, wohl frühes 19. Jahrhundert                                                                                       | D-5-71-166-71 Wikidata | weitere Bilder |
| Am alten Herrieder Weg im Wald, 300 m außerhalb                      | Wegkreuz                                       | Holzkruzifix, vergoldet, 19. Jahrhundert; nicht nachqualifiziert, im Bayerischen Denkmal-Atlas nicht kartiert                                                           | D-5-71-166-80 Wikidata | BW             |
| Weinberger Straße 7, an der Wegabzweigung nach Weinberg (Standort)   | Wegkapelle Herz Jesu                           | Kleiner massiver Satteldachbau, 1909 | D-5-71-166-78 Wikidata | weitere Bilder |

### Gimpertshausen
| Lage                                                      | Objekt        | Beschreibung                                                                                    | Akten-Nr.              | Bild |
| --------------------------------------------------------- | ------------- | ----------------------------------------------------------------------------------------------- | ---------------------- | ---- |
| Frühmessholz, westlich am Waldrand (Standort)             | Feldkapelle   | Kleiner Massivbau mit Satteldachabschluss, mit Gusseisenkruzifix, zweite Hälfte 19. Jahrhundert | D-5-71-166-82 Wikidata | BW   |
| Gimpertshausen 2 (Standort)                               | Wohnstallhaus | Eingeschossiges Gebäude mit Steildach, 1777, teilweise älterer Kern                             | D-5-71-166-81 Wikidata | BW   |
| Mühlfeld; Von Leuckersdorf nach Gimpertshausen (Standort) | Wegkreuz      | Kruzifix mit Marienfigur, Gusseisen auf Buntsandsteinsockel, zweites Drittel 19. Jahrhundert    | D-5-71-166-83 Wikidata | BW   |

### Heuberg
| Lage                                                     | Objekt                                     | Beschreibung                                                                                               | Akten-Nr.              | Bild |
| -------------------------------------------------------- | ------------------------------------------ | --- | ---------------------- | ---- |
| In Heuberg (Standort)                                    | Katholische Kapelle Heilige Dreifaltigkeit | Eingeschossiger Satteldachbau, einseitig mit Walm, mit Schweifgiebel, Dachreiter, um 1700; mit Ausstattung | D-5-71-166-84 Wikidata | BW   |
| Strutfeld, etwa 150 m nordöstlich in der Flur (Standort) | Feldkreuz                                  | Gusseisen auf Steinsockel, 19. Jahrhundert                                                                 | D-5-71-166-86 Wikidata | BW   |

### Hohenberg
| Lage                                     | Objekt       | Beschreibung | Akten-Nr.              | Bild |
| ---------------------------------------- | ------------ | --- | ---------------------- | ---- |
| Am Ortsausgang nach Herrieden (Standort) | Wegkreuz     | Kruzifix über Sandsteinsockel, mit Gedächtnisinschrift für Angehörige des Stifters, Erster und Zweiter Weltkrieg | D-5-71-166-87 Wikidata | BW   |
| Am Ortsausgang nach Herrieden (Standort) | Fraischstein | Sandstein, mit Hohenzollernadler bzw. Krummstab, 1555                                                            | D-5-71-166-88 Wikidata | BW   |

### Lammelbach
| Lage | Objekt                     | Beschreibung                                                                                                | Akten-Nr.              | Bild           |
| --- | -------------------------- | --- | ---------------------- | -------------- |
| Gründlesfeld, am Ortsausgang nach Leibelbach (Standort)                                                                                | Kriegerdenkmal             | Wegkreuz, Gusseisen auf Sandsteinsockel, wohl zweites Viertel 20. Jahrhundert                               | D-5-71-166-91 Wikidata | weitere Bilder |
| Hartfeld; Von Kreisstraße AN 54 (Lammelbach) zur Staatsstraße 2248, 200 m außerhalb des Ortes an der Straße nach Leibelbach (Standort) | Wegkreuz                   | Gusseisernes Kruzifix auf Sandsteinsockel, zweite Hälfte 19. Jahrhundert, mit Inschrift                     | D-5-71-166-92 Wikidata | weitere Bilder |
| In Lammelbach, am Ortsausgang nach Leibelbach (Standort)                                                                               | Ehemaliges Flachsbrechhaus | Eingeschossiger Satteldachbau, im frühen 20. Jahrhundert zu Feuerwehrhaus umgestaltet                       | D-5-71-166-90 Wikidata | BW             |
| Lammelbach 5 (Standort) | Bauernhaus                 | Zweigeschossiger Satteldachbau, mit Putzgliederung, Ortgangziegel mit ornamentalem Dekor und Maske, um 1912 | D-5-71-166-89 Wikidata | BW             |

### Lattenbuch
| Lage | Objekt                                  | Beschreibung | Akten-Nr.               | Bild           |
| --- | --------------------------------------- | --- | ----------------------- | -------------- |
| Berglesfeld, an der Straße nach Oberschönbronn (Standort)                                                   | Votivkreuz, Wegkreuz                    | Gusseisernes Kruzifix auf Sandsteinsockel, mit Inschrift für glückliche Heimkehr aus dem Ersten Weltkrieg, wohl zweites Viertel 20. Jahrhundert                                      | D-5-71-166-98 Wikidata  | BW             |
| In Lattenbuch (Standort)                                                                                    | Eingeschossiges Tagelöhnerhaus          | Teilweise verputztes Fachwerk, spätes 18. Jahrhundert | D-5-71-166-96 Wikidata  | BW             |
| In Lattenbuch, an der Dorfstraße (Standort)                                                                 | Wegkreuz                                | Gusseisen, Mitte 19. Jahrhundert | D-5-71-166-97           | BW             |
| In Lattenbuch (Standort)                                                                                    | Katholische Filialkirche Mater dolorosa | Saalkirche, Westturm mit Zwiebelhaube, Bau von 1935; mit Ausstattung | D-5-71-166-93 Wikidata  | BW             |
| Lattenbuch 4 (Standort)                                                                                     | Wohnstallhaus                           | Zweigeschossiger traufständiger Satteldachbau, 1909, Inschrifttafel mit Kreuzigung, 18. Jahrhundert, wieder verwendet 1909 Scheune, eingeschossiger Satteldachbau, wohl gleichzeitig | D-5-71-166-94 Wikidata  | BW             |
| Lattenbuch 19 (Standort)                                                                                    | Wohnstallhaus                           | Massiv, zweite Hälfte 18. Jahrhundert | D-5-71-166-95 Wikidata  | BW             |
| Lattenbuch 33, am Ortsausgang nach Schönau (Standort)                                                       | Wegkreuz                                | Gusseisernes Kruzifix, Mitte 19. Jahrhundert | D-5-71-166-100 Wikidata | BW             |
| Lindlein, an der Straße nach Schönau, 300 m außerhalb (Standort)                                            | Wegkreuz                                | Gusseisenkruzifix, Mitte 19. Jahrhundert | D-5-71-166-99 Wikidata  | BW             |
| Von Lattenbuch zur Kreisstraße AN 37, eineinhalb Kilometer außerhalb auf der Straße nach Schönau (Standort) | Gedenkstein in Bildstockform            | Bezeichnet „1928“ | D-5-71-166-101 Wikidata | weitere Bilder |

### Leibelbach
| Lage                                                            | Objekt         | Beschreibung | Akten-Nr.               | Bild |
| --------------------------------------------------------------- | -------------- | --- | ----------------------- | ---- |
| In Leibelbach, am Ortsausgang Richtung Lammelbach (Standort)    | Kriegerdenkmal | Gusseisenkreuz auf Sandsteinsockel, bezeichnet „1914/18“, verändert nach 1945                                                              | D-5-71-166-103 Wikidata | BW   |
| Leibelbach 3 (Standort)                                         | Bildstock      | An der Giebelseite des Gebäudes, mit Holzfiguren, Heilige Dreifaltigkeit, Maria Immaculata, von Johann Mutschelle d. J., bezeichnet „1731“ | D-5-71-166-102 Wikidata | BW   |
| Sandfeld, 100 m außerhalb an der Straße nach Limbach (Standort) | Wegkreuz       | Gusseisernes Kruzifix auf Sandsteinsockel, Mitte 19. Jahrhundert                                                                           | D-5-71-166-104 Wikidata | BW   |

### Leutenbuch
| Lage                     | Objekt                                                | Beschreibung                                                                        | Akten-Nr.               | Bild |
| ------------------------ | ----------------------------------------------------- | ----------------------------------------------------------------------------------- | ----------------------- | ---- |
| Leutenbuch 8 (Standort)  | Im Ostgiebel herzförmiger Ziegel mit Kreuz und Anker  | Frühes 19. Jahrhundert                                                              | D-5-71-166-105 Wikidata | BW   |
| Leutenbuch 10 (Standort) | Reliefs von der ehemaligen Wallfahrtskirche Rauenzell | Zweite Hälfte 16. Jahrhundert; in der südlichen Giebelwand und westlichen Langseite | D-5-71-166-106 Wikidata | BW   |

### Limbach
| Lage                                                                                     | Objekt    | Beschreibung                                                                                 | Akten-Nr.               | Bild |
| ---------------------------------------------------------------------------------------- | --------- | -------------------------------------------------------------------------------------------- | ----------------------- | ---- |
| Limbacher Gigert, 200 m außerhalb des Ortes, nördlich in der Flur am Waldrand (Standort) | Feldkreuz | Gusseisenkruzifixus, zweites Drittel 19. Jahrhundert, auf Sandsteinsockel, bezeichnet „1907“ | D-5-71-166-107 Wikidata | BW   |

### Mühlbruck
| Lage                                                   | Objekt              | Beschreibung | Akten-Nr.               | Bild |
| ------------------------------------------------------ | ------------------- | --- | ----------------------- | ---- |
| In Mühlbruck, am Ortsausgang nach Herrieden (Standort) | Katholische Kapelle | Kleiner massiver Satteldachbau, rückwärtig mit Walm, mit Schweifgiebel, 18. Jahrhundert Bildstock, 1702, mit der Kapelle überbaut | D-5-71-166-109 Wikidata | BW   |
| Mühlbruck 2 (Standort)                                 | Austragshaus        | Eingeschossiger massiver Satteldachbau, spätes 18. Jahrhundert Scheune, massiver Satteldachbau, 1849                              | D-5-71-166-108 Wikidata | BW   |

### Neunstetten
| Lage                                                                   | Objekt                                                         | Beschreibung                                                               | Akten-Nr.               | Bild           |
| ---------------------------------------------------------------------- | -------------------------------------------------------------- | -------------------------------------------------------------------------- | ----------------------- | -------------- |
| Altmühl (Standort)                                                     | Altmühlbrücke                                                  | Dreibogige Steinbrücke, 1833, mit Nepomukfigur der gleichen Zeit           | D-5-71-166-119          | weitere Bilder |
| An der Altmühl 1 (Standort)                                            | Altmühle, Mühl- und Wohngebäude                                | Zweigeschossiger massiver Satteldachbau, mit Ecklisenen, 1848              | D-5-71-166-113 Wikidata | weitere Bilder |
| An der Altmühl 1 (Standort)                                            | Altmühle, Scheune                                              | Eingeschossiger Satteldachbau, mit Ladeluke, zweite Hälfte 19. Jahrhundert | D-5-71-166-113 Wikidata | weitere Bilder |
| Eulersfeld; Steinbacher Feld, östlich außerhalb in der Flur (Standort) | Feldkreuz, Bildstock                                           | Sandstein mit gusseisernem Kreuzaufsatz, wohl 19. Jahrhundert              | D-5-71-166-124 Wikidata | BW             |
| Hertwegfeld, am Ortsausgang in Richtung Herrieden (Standort)           | Gruppe von sechs Steinkreuzen, genannt die „Sieben Fuhrmänner“ | Mittelalterlich                                                            | D-5-71-166-123 Wikidata | weitere Bilder |

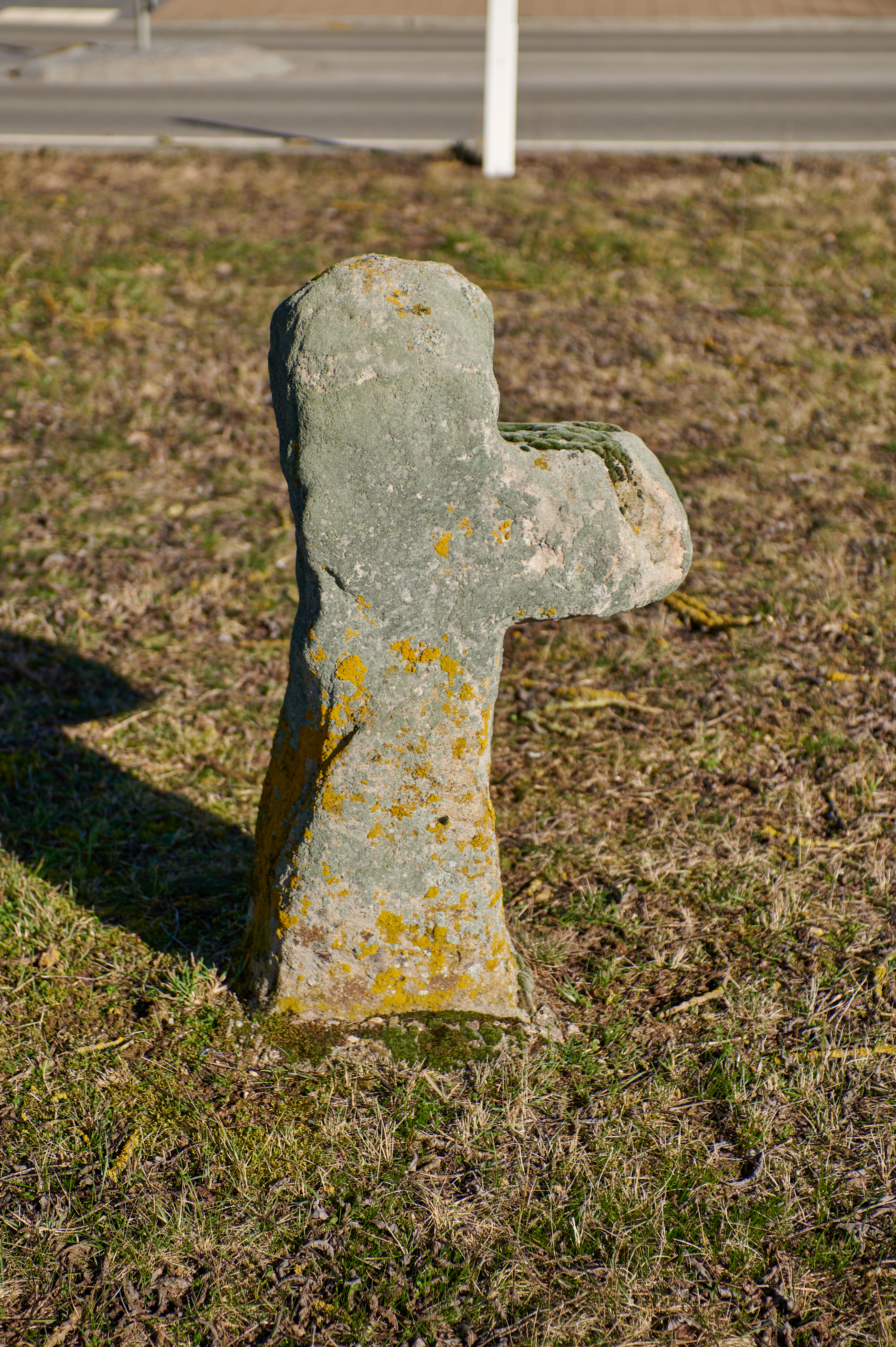
Erstes Steinkreuz von Norden
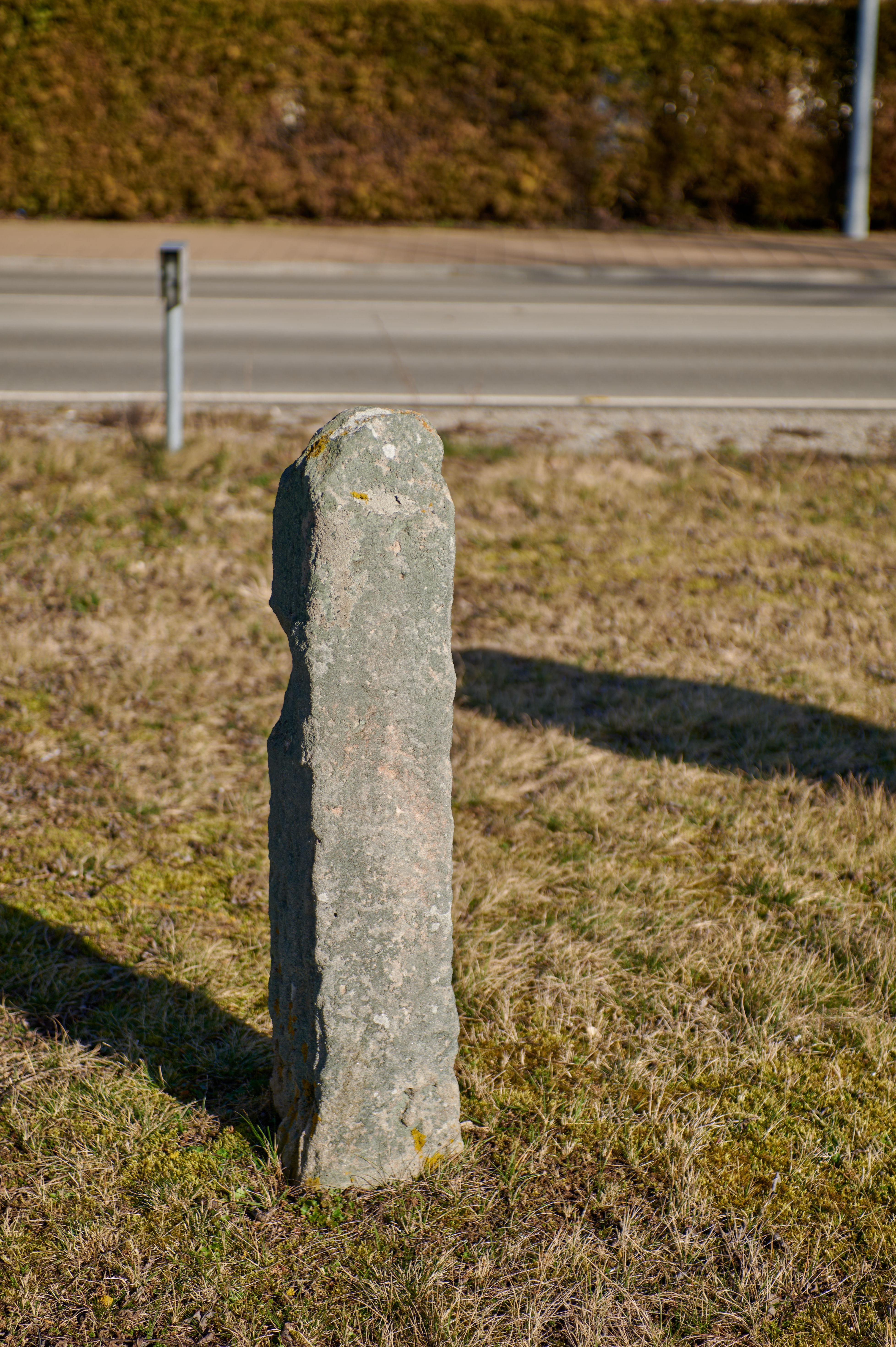
Zweites Steinkreuz von Norden
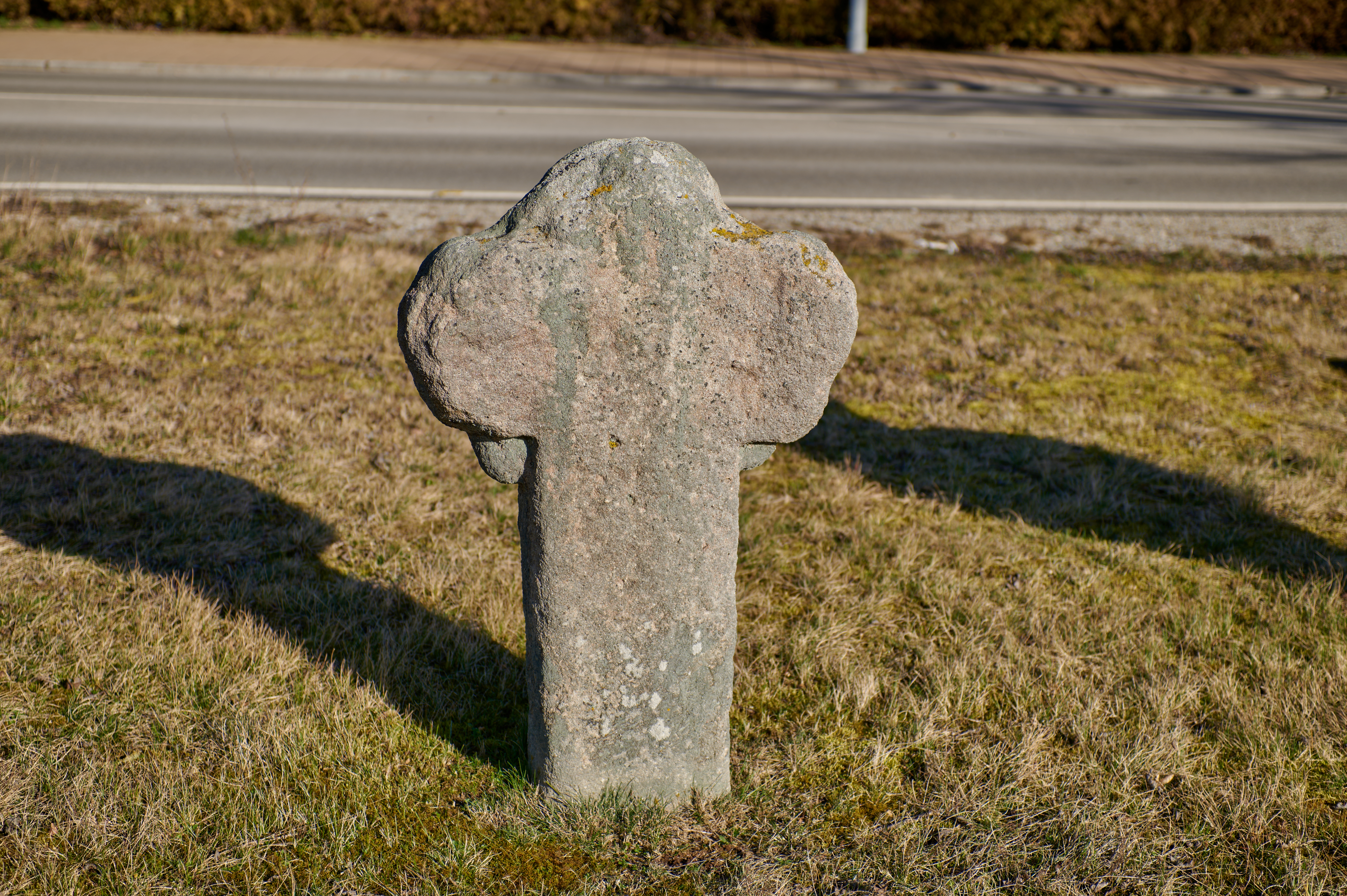
Drittes Steinkreuz von Norden
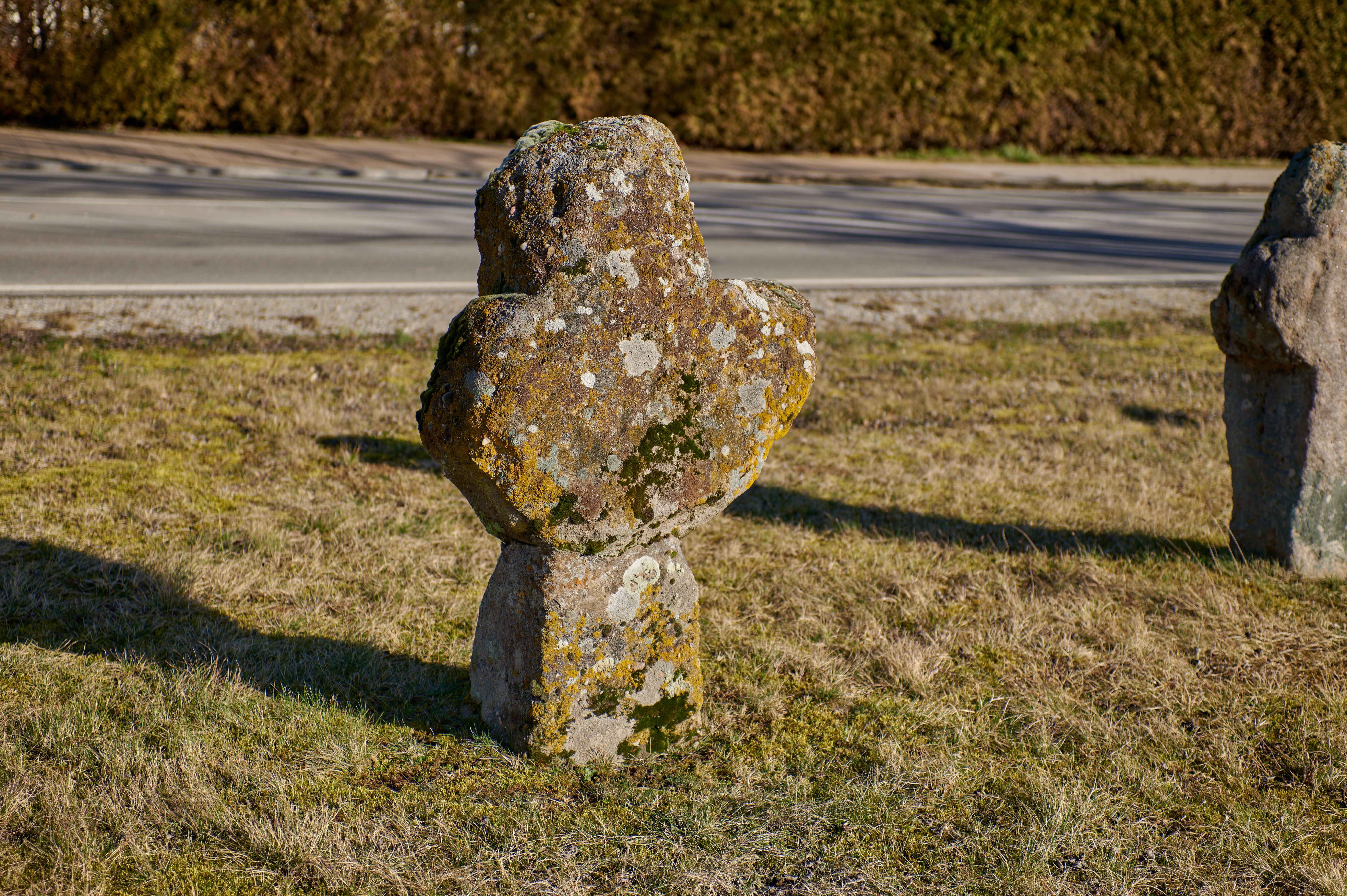
Viertes Steinkreuz von Norden
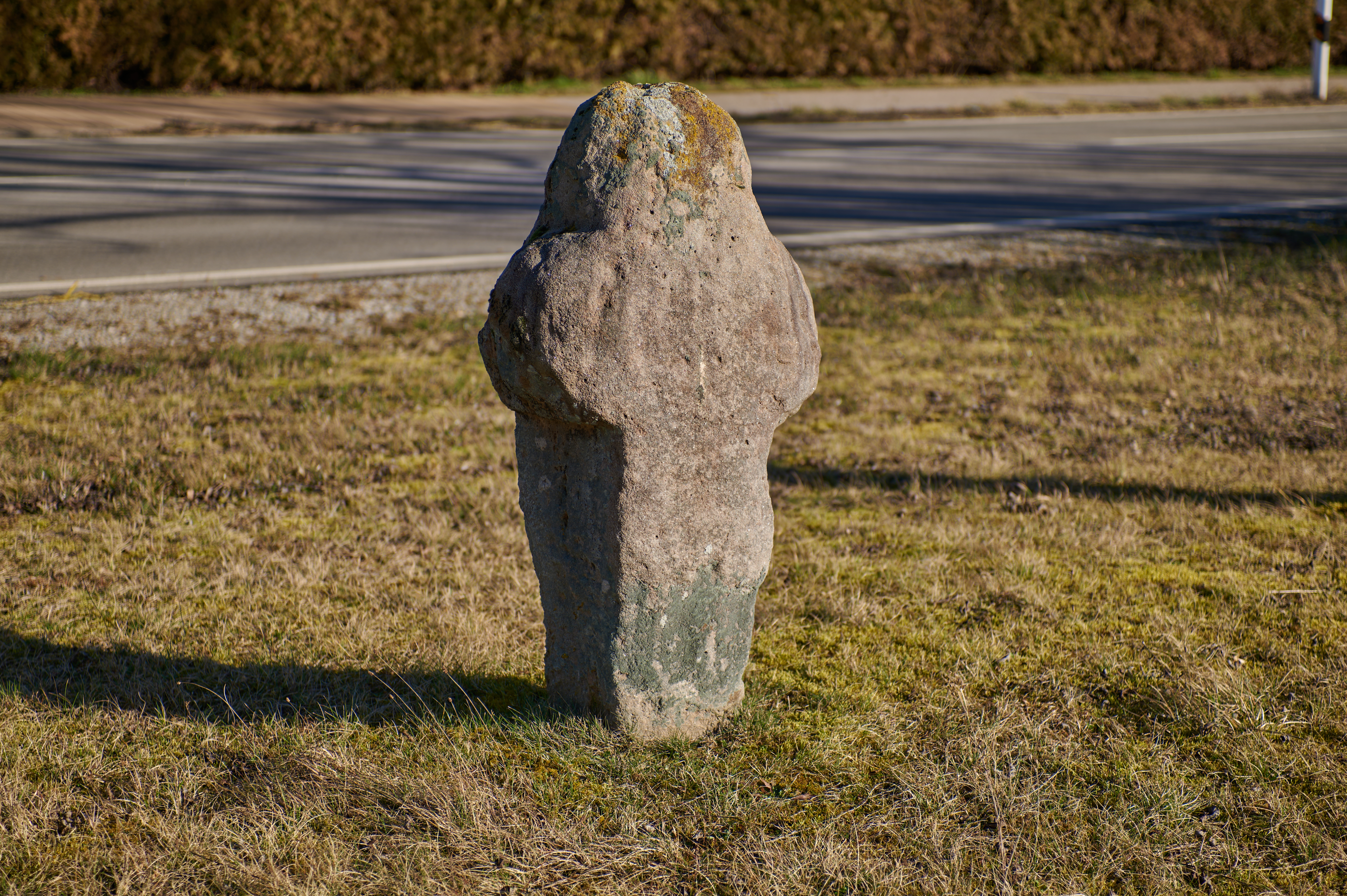
Fünftes Steinkreuz von Norden
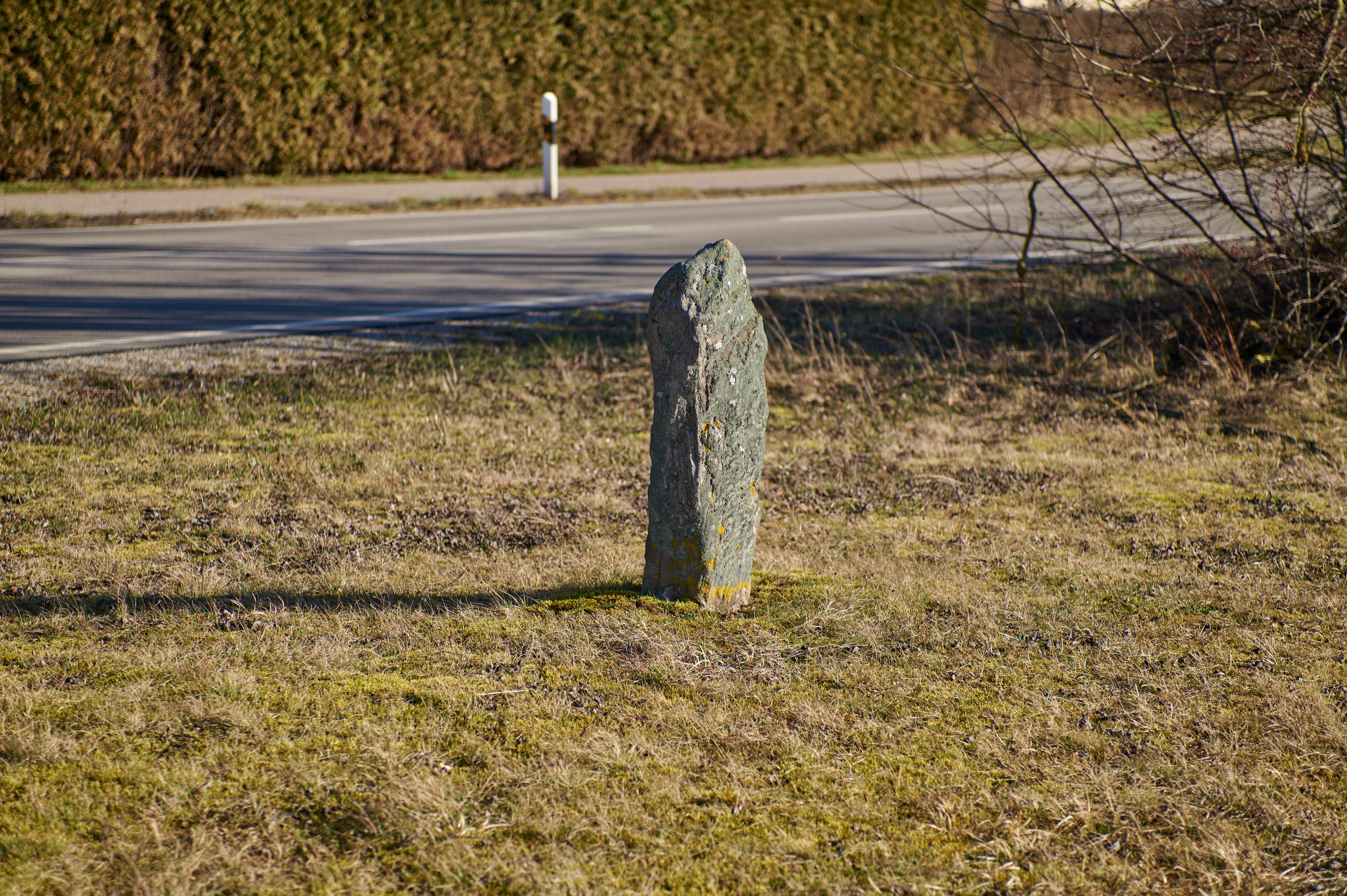
Sechstes Steinkreuz von Norden

| Lage | Objekt                            | Beschreibung | Akten-Nr.               | Bild           |
| --- | --------------------------------- | --- | ----------------------- | -------------- |
| Hertwegfeld, einen Kilometer außerhalb in Richtung Mühlbruck (Standort)                                                                                        | Wegkreuz                          | Kruzifixus, Holz, volkstümliche Schnitzarbeit, 19. Jahrhundert | D-5-71-166-125 Wikidata | BW             |
| Hilsbacher Weg, Lichtfeld (Standort) | Bildstock                         | Sandsteinpfeiler mit Kreuzaufsatz, angeblich um 1680, Teile erneuert | D-5-71-166-196 Wikidata | weitere Bilder |
| Kirchplatz 1 (Standort) | Katholische Pfarrkirche St. Veit  | Saalkirche, einschiffiges Langhaus und Westchor, spätes 14. Jahrhundert, Ostchor vor 1438 hinzugefügt, Turm 1482, 1680/81 ausgebaut, Veränderungen im 17./18. und 19. Jahrhundert; mit Ausstattung | D-5-71-166-111 Wikidata | weitere Bilder |
| Kirchplatz 1 (Standort) | Friedhof                          | ehemals befestigt, teilweise Graben erhalten, unterirdisches Karnergewölbe, Grabmäler 19./20. Jahrhundert                                                                                          | D-5-71-166-111          | weitere Bilder |
| Kirchplatz 1 | Gusseisenkruzifix                 | Mitte 19. Jahrhundert | D-5-71-166-111          | BW             |
| Kirchplatz 1 (Standort) | Ummauerung                        | mit Wehrmauer in Brusthöhe, im Kern wohl 15. Jahrhundert | D-5-71-166-111          | weitere Bilder |
| Mühlstraße 5 (Standort) | Ehemalige Mühle                   | Massives zweigeschossiges Wohnhaus, Satteldach, 1838 | D-5-71-166-115 Wikidata | BW             |
| Nähe Hauptstraße, am Ortsausgang in Richtung Herrieden (Standort)                                                                                              | Neugotischer Bildstock            | Gusseisenkreuz auf Sandsteinsockel, 1892 | D-5-71-166-122 Wikidata | weitere Bilder |
| Nähe Kirchplatz, beim Friedhof (Standort) | Kriegerdenkmal                    | Stele mit bekrönender Figur des Heiligen Georg, 1914/18, verändert nach 1945 | D-5-71-166-120 Wikidata | weitere Bilder |
| Nähe Mühlstraße (Standort) | Scheune                           | Eingeschossiges Gebäude mit Halbwalmdach, Fachwerk, 19. Jahrhundert | D-5-71-166-116 Wikidata | BW             |
| Nähe Windmühlstraße, am westlichen Ortsrand im Anger südlich der Straße (Standort)                                                                             | Bildstock                         | Kleine gemauerte Ädikula mit Nische, um 1800 | D-5-71-166-121 Wikidata | BW             |
| Pfarrgasse 2 (Standort) | Wohnhaus                          | Zweigeschossiger Satteldachbau, mit Fachwerkobergeschoss und -Giebel, teilweise über Südwestecke der Friedhofsmauer, wohl 17. Jahrhundert                                                          | D-5-71-166-117 Wikidata | weitere Bilder |
| Von der Staatsstraße 2249 nach Oberdombach, an der Leutershauser Straße zwischen Neunstetten und Niederdombach, bei der Abzweigung nach Oberdombach (Standort) | Bildsäule auf rechteckigem Sockel | Bezeichnet „1723“, mit gusseisernem Kreuz | D-5-71-166-192 Wikidata | weitere Bilder |
| Windmühlstraße 1, am Ortsausgang nach Ansbach (Standort) | Wegkreuz                          | Holzkruzifix, Mitte 19. Jahrhundert | D-5-71-166-126 Wikidata | BW             |

### Niederdombach
| Lage                                                                         | Objekt                              | Beschreibung | Akten-Nr.               | Bild           |
| ---------------------------------------------------------------------------- | ----------------------------------- | --- | ----------------------- | -------------- |
| Am Forst, 1100 m außerhalb am Weg zur Höllmühle (Standort)                   | Bildstock mit Dreifaltigkeitsrelief | 1730 | D-5-71-166-128 Wikidata | BW             |
| Grobwiesen, 100 m außerhalb in Richtung Neunstetten (Standort)               | Wegkreuz                            | Gusseisen, zweites Drittel 19. Jahrhundert | D-5-71-166-129 Wikidata | BW             |
| In Niederdombach, in der Ortsmitte in der Nähe des Höllmühlbaches (Standort) | Kapelle                             | Katholische St.-Antonius-Kapelle, kleiner massiver Satteldachbau mit Ziergiebel, Putzgliederung, bezeichnet „1736“, mit Dachreiter; mit Ausstattung | D-5-71-166-127 Wikidata | weitere Bilder |
| Staatsstraße 2249, 100 m außerhalb in Richtung Leutershausen (Standort)      | Wegkreuz                            | Kruzifix auf Steinsockel, erste Hälfte 20. Jahrhundert                                                                                              | D-5-71-166-130 Wikidata | BW             |

### Oberschönbronn
| Lage                         | Objekt        | Beschreibung                                                                             | Akten-Nr.               | Bild |
| ---------------------------- | ------------- | ---------------------------------------------------------------------------------------- | ----------------------- | ---- |
| Oberschönbronn 8 (Standort)  | Wohnstallhaus | Zweigeschossiger Satteldachbau, massiv, mit Putzgliederung, Mitte 19. Jahrhundert        | D-5-71-166-131 Wikidata | BW   |
| Oberschönbronn 18 (Standort) | Scheune       | Zweigeschossiger Satteldachbau, Obergeschoss und Giebel Fachwerk, frühes 18. Jahrhundert | D-5-71-166-132 Wikidata | BW   |

### Rauenzell
| Lage                                                                                           | Objekt                                    | Beschreibung | Akten-Nr.               | Bild           |
| ---------------------------------------------------------------------------------------------- | ----------------------------------------- | --- | ----------------------- | -------------- |
| Am Judenweg; Veldener Straße, am Ortsausgang in Richtung Velden (Standort)                     | Bildstock                                 | Historisierend, 1923 | D-5-71-166-144 Wikidata | BW             |
| Am Schutz 32 (Standort)                                                                        | Ausleger mit Wirtshausschild              | Wohl späteres 18. Jahrhundert | D-5-71-166-138 Wikidata | BW             |
| Bodenwiesen; Staatsstraße 2249, 500 m außerhalb an der Straße nach Herrieden (Standort)        | Wegkreuz                                  | Gusseisernes Kruzifix mit Marienfigur auf Sandsteinsockel, um 1880/90 | D-5-71-166-145 Wikidata | BW             |
| Breitfeld, am Fußweg nach Herrieden, etwa 900 m westlich außerhalb des Ortes (Standort)        | Bildstock                                 | Achtseitiger Pfeiler mit viergiebeligem Aufsatz, spätmittelalterlich, daneben freistehender Steinaltar, wohl gleichzeitig | D-5-71-166-143 Wikidata | BW             |
| Eisenfeld, 1,4 km vor dem Ortsausgang in Richtung Rös (Standort)                               | Wegkreuz                                  | Gusseisernes Kruzifix auf Sandsteinsockel, zweite Hälfte 19. Jahrhundert | D-5-71-166-147 Wikidata | BW             |
| Fuchsloch, zwei Kilometer vor dem Ortsausgang in Richtung Rös (Standort)                       | Wegkreuz                                  | Gusseisernes Kruzifix auf Sandsteinsockel, spätes 19. Jahrhundert | D-5-71-166-146 Wikidata | BW             |
| Am südlichen Ortsrand bei Veldener Straße 6 (Standort)                                         | Wegkapelle                                | Kleiner massiver Satteldachbau, Natursteinquader, mit Muttergottesfigur, bezeichnet „1848“ | D-5-71-166-191 Wikidata | BW             |
| Röser Straße 2 (Standort)                                                                      | Relief Heilige Anna Selbdritt             | Im Giebel eingemauert, zweite Hälfte 16. Jahrhundert; von der abgegangenen Wallfahrtskirche | D-5-71-166-139 Wikidata | BW             |
| Steinbach-Trüdinger Forst, im Steinbachwald, etwa 1000 m südöstlich der Pfarrkirche (Standort) | Bildstock                                 | Spätmittelalterlich, vorkragendes Giebelgehäuse und Rundbogennischen | D-5-71-166-142 Wikidata | BW             |
| Steinbach-Trüdinger Forst, im Steinbachwald, etwa 500 m südöstlich der Pfarrkirche (Standort)  | Bildstock                                 | Massiv, vorkragendes Giebelgehäuse mit Satteldachabschluss und Rundbogennischen, wohl spätmittelalterlich | D-5-71-166-141 Wikidata | BW             |
| Zum Steinbachwald 4, an der Hauptstraße nördlich der Brücke (Standort)                         | Bildstock                                 | Steinpfeiler mit Blechkreuz, 18. Jahrhundert | D-5-71-166-140 Wikidata | BW             |
| Zum Steinbachwald 21 (Standort)                                                                | Katholische Pfarrkirche Mariä Heimsuchung | Einschiffiger flachgedeckter Bau mit eingezogenem Chor, 14./15. Jahrhundert, Westturm 1748, Verlängerung nach Osten 1821, Vorzeichen und Ölbergnische mit volkstümlichen Figuren, wohl 17. Jahrhundert nach Vorbild des 15. Jahrhunderts; mit Ausstattung | D-5-71-166-133 Wikidata | weitere Bilder |
| Zum Steinbachwald 21                                                                           | Gusseisenkruzifix                         | neben der Kirche, um 1900 | D-5-71-166-133          | BW             |
| Zum Steinbachwald 21 (Standort)                                                                | Katholische Friedhofskapelle St. Johann   | quadratischer, außen achteckiger gewölbter Raum, 15. Jahrhundert, verändert im 17. und 18. Jahrhundert, langhausartiger Westvorbau 1950 | D-5-71-166-133          | BW             |
| Zum Steinbachwald 21, Zum Steinbachwald 19 (Standort)                                          | Friedhofsummauerung                       | ehemalige Wehranlage, wohl spätmittelalterlich, Veränderungen 19./20. Jahrhundert | D-5-71-166-133          | BW             |
| Zum Steinbachwald 23 (Standort)                                                                | Pfarrhaus                                 | zweigeschossiger Mansardwalmdachbau mit Schleppgauben und Fledermausgaube, nach Plänen von Anton Meyer, 1788 | D-5-71-166-136 Wikidata | BW             |
| Zum Steinbachwald 23 (Standort)                                                                | Scheune                                   | eingeschossiger Bau mit Halbwalmdach, in Teilen Fachwerk, 18. Jahrhundert, im Inneren Bauteile und Balkenkonstruktion, 1616 | D-5-71-166-136          | BW             |
| Zum Steinbachwald 23 (Standort)                                                                | Einfriedung                               | Erhaltene Teile der Einfriedung, gusseiserner Zaun und Steinpfeiler, um 1900 | D-5-71-166-136          | BW             |
| Zum Steinbachwald 23 (Standort)                                                                | Pavillon                                  | | D-5-71-166-136          | BW             |

### Regmannsdorf
| Lage                      | Objekt                                     | Beschreibung        | Akten-Nr.               | Bild |
| ------------------------- | ------------------------------------------ | ------------------- | ----------------------- | ---- |
| Regmannsdorf 2 (Standort) | Holzpumpbrunnen auf gemauertem Rundschacht | 18./19. Jahrhundert | D-5-71-166-148 Wikidata | BW   |

### Rös
| Lage                                                                          | Objekt              | Beschreibung                                                                                   | Akten-Nr.               | Bild |
| ----------------------------------------------------------------------------- | ------------------- | ---------------------------------------------------------------------------------------------- | ----------------------- | ---- |
| Bittelberg, 100 m nach dem Ortsausgang in Richtung Bernhardswinden (Standort) | Wegkreuz            | Gusseisen vergoldet, Sandsteinsockel, zweite Hälfte 19. Jahrhundert                            | D-5-71-166-151          | BW   |
| In Rös (Standort)                                                             | Katholische Kapelle | Kleiner Massivbau mit Satteldachabschluss, 19. Jahrhundert, zugleich Kriegergedächtnis 1914/18 | D-5-71-166-149 Wikidata | BW   |
| Rös 25, 100 m nach dem Ortsausgang nach Seebronn (Standort)                   | Wegkreuz            | Gusseisernes Kruzifix auf Sandsteinsockel, drittes Drittel 19. Jahrhundert                     | D-5-71-166-150 Wikidata | BW   |

### Roth
| Lage                                                     | Objekt                                                | Beschreibung                                                                | Akten-Nr.               | Bild |
| -------------------------------------------------------- | ----------------------------------------------------- | --------------------------------------------------------------------------- | ----------------------- | ---- |
| In Roth (Standort)                                       | Katholische Kapelle St. Barbara                       | Kleiner massiver Satteldachbau, 1702; mit Ausstattung                       | D-5-71-166-152 Wikidata | BW   |
| In Roth, am Ortsausgang in Richtung Herrieden (Standort) | Wegkreuz                                              | Gusseiserner Kruzifix, zweites Drittel 19. Jahrhundert                      | D-5-71-166-155 Wikidata | BW   |
| In Roth, bei der Kapelle (Standort)                      | Zwei Grenzsteine mit Ansbacher und Eichstätter Wappen | Erste Hälfte 16. Jahrhundert                                                | D-5-71-166-153 Wikidata | BW   |
| Roth 10, am Ortsausgang in Richtung Herrieden (Standort) | Bildstock                                             | Relief mit Kruzifix über Stele, mit Inschrift, 1934                         | D-5-71-166-154 Wikidata | BW   |
| Tieffeld (Standort)                                      | Wegkapelle                                            | Kleiner massiver Satteldachbau, wohl 18. Jahrhundert; nordöstlich des Ortes | D-5-71-166-156 Wikidata | BW   |

### Sauerbach
| Lage                   | Objekt   | Beschreibung                                                          | Akten-Nr.               | Bild |
| ---------------------- | -------- | --------------------------------------------------------------------- | ----------------------- | ---- |
| Sauerbach 2 (Standort) | Wegkreuz | Mit gusseisernem, gefasstem Kruzifix, zweites Drittel 19. Jahrhundert | D-5-71-166-157 Wikidata | BW   |

### Schernberg
| Lage                                | Objekt                    | Beschreibung                                                                                                | Akten-Nr.               | Bild |
| ----------------------------------- | ------------------------- | --- | ----------------------- | ---- |
| in der Ortsmitte an der Hauptstraße | Gusseisenkruzifixus       | Gefasst, zweite Hälfte 19. Jahrhundert; nicht nachqualifiziert, im Bayerischen Denkmal-Atlas nicht kartiert | D-5-71-166-159 Wikidata | BW   |
| Schernberg 3 (Standort)             | Katholische Marienkapelle | Kleiner massiver Satteldachbau, rückwärtig mit Walm, 18. Jahrhundert                                        | D-5-71-166-158 Wikidata | BW   |

### Sickersdorf
| Lage | Objekt                   | Beschreibung                                                                                  | Akten-Nr.               | Bild           |
| --- | ------------------------ | --------------------------------------------------------------------------------------------- | ----------------------- | -------------- |
| Binsenfeld, am Ortsausgang an der Straße nach Schönau bei der Abzweigung des alten Lettenbucher Weges (Standort) | Wegkreuz                 | Gusseisenkruzifix, wohl zweite Hälfte 19. Jahrhundert, auf Sandsteinsockel, bezeichnet „1920“ | D-5-71-166-162 Wikidata | weitere Bilder |
| Butzenfeld, ca. 300 m außerhalb an der Straße nach Elbersroth (Standort)                                         | Wegkreuz                 | Kunststein, erste Hälfte 20. Jahrhundert                                                      | D-5-71-166-161 Wikidata | BW             |
| Elbersrother Holz, an der Straßenkreuzung (Standort)                                                             | Sogenannte Binsenkapelle | Schlichter Mauerbau in Form einer offenen Apsis, 18./19. Jahrhundert; mit Ausstattung         | D-5-71-166-160 Wikidata | weitere Bilder |

### Stadel
| Lage | Objekt                                                                             | Beschreibung | Akten-Nr.               | Bild |
| --- | ---------------------------------------------------------------------------------- | --- | ----------------------- | ---- |
| In Stadel (Standort) | Katholische Kapelle Unsere Liebe Frau und St. Wendelin                             | Saalraum, massiver Satteldachbau, mit Dachreiter, 1727; mit Ausstattung | D-5-71-166-163 Wikidata | BW   |
| Kirchenwegfeld, „im Kreuzfeld“ nordöstlich des Ortes an der Stelle einer Flagellantenhinrichtung von 1370/80 (Standort) | Golgathagruppe                                                                     | Um 1910 | D-5-71-166-170 Wikidata | BW   |
| Rothfeld, 700 m südöstlich am Waldrand (Standort)                                                                       | Grenzstein                                                                         | Wappenrelief mit Ansbacher und Eichstätter Wappen, um 1600 | D-5-71-166-172 Wikidata | BW   |
| Stadel 1 (Standort) | Ehemalige Zehntscheune                                                             | Eingeschossiges Gebäude mit Steildach, massiv, mit Fachwerkgiebel, 18. Jahrhundert, renoviert 1860 Scheune, Satteldachbau mit Fachwerkkniestock und Fachwerkgiebel, erste Hälfte 19. Jahrhundert | D-5-71-166-164 Wikidata | BW   |
| Stadel 2 (Standort) | Scheune                                                                            | Eingeschossiger Satteldachbau, Fachwerk, wohl spätes 18. Jahrhundert | D-5-71-166-165 Wikidata | BW   |
| Stadel 7 (Standort) | Scheune                                                                            | Eingeschossiger Satteldachbau, Fachwerk, wohl um 1800 | D-5-71-166-166 Wikidata | BW   |
| Stadel 9 (Standort) | Scheune                                                                            | Eingeschossiges Gebäude mit Steildach, Fachwerk, wohl um 1800, verändert | D-5-71-166-167 Wikidata | BW   |
| Stadel 10 (Standort) | Scheune                                                                            | Eingeschossiges Gebäude mit Steildach, Fachwerk, 18./19. Jahrhundert | D-5-71-166-168 Wikidata | BW   |
| Stadel 14 (Standort) | Stattliche Fachwerkscheune                                                         | Walmdach, um 1800 | D-5-71-166-169 Wikidata | BW   |
| Von Stadel nach Stegbruck, 700 m außerhalb des Ortes in Richtung Stegbruck (Standort)                                   | Grenzbaum, seit 17. Jahrhundert Grenzzeichen zwischen Gemarkung Stadel und Heuberg | Mit Gusseisenkruzifix des 19. Jahrhunderts | D-5-71-166-173 Wikidata | BW   |
| Von Stadel nach Stegbruck, am Ortsausgang in Richtung Stegbruck (Standort)                                              | Kriegerdenkmal                                                                     | In Bildstockform mit Kreuzigungsrelief, 1914/18, nach 1944 | D-5-71-166-171 Wikidata | BW   |

### Stegbruck
| Lage                                                                                                | Objekt                                         | Beschreibung | Akten-Nr.               | Bild           |
| --------------------------------------------------------------------------------------------------- | ---------------------------------------------- | --- | ----------------------- | -------------- |
| In Stegbruck (Standort)                                                                             | Katholische Kapelle Heilige Vierzehn Nothelfer | Kleiner Saalbau, massiv, mit Satteldach, Dachreiter, 18. Jahrhundert; mit Ausstattung                                                                                            | D-5-71-166-174 Wikidata | weitere Bilder |
| Schloßfeld; von Stegbruck nach Stadel, an der Gemarkungsgrenze nach Stadel an der Straße (Standort) | Wegkreuz                                       | Gusseisen auf Sandsteinsockel, Mitte 19. Jahrhundert | D-5-71-166-182 Wikidata | BW             |
| Stegbruck 3 (Standort)                                                                              | Wohnstallhaus                                  | Eingeschossiges Gebäude mit Steildach, mit hölzernem rundbogigen Türstock, bezeichnet „1753“, mit Hausmadonna                                                                    | D-5-71-166-175 Wikidata | weitere Bilder |
| Stegbruck 6 (Standort)                                                                              | Steinrelief heiliger Michael                   | Zweite Hälfte 16. Jahrhundert, von der ehemaligen Wallfahrtskirche in Rauenzell, traufseitig am Wohngebäude Brunnenschacht mit Relief, bezeichnet „17 .3.“, wohl um 1800, im Hof | D-5-71-166-176 Wikidata | BW             |
| Stegbruck 11 (Standort)                                                                             | Im Hof: hölzerner Schöpfbrunnen                | Rundgemauerter Schacht, 18./19. Jahrhundert | D-5-71-166-178 Wikidata | BW             |
| Stegbruck 14 (Standort)                                                                             | Im Hof: hölzerner Schöpfbrunnen                | Rundgemauerter Schacht, 18./19. Jahrhundert | D-5-71-166-179          | BW             |
| Stegbruck 16 (Standort)                                                                             | Ehemaliges Wohnstallhaus                       | Erdgeschossiger Bau mit verputztem Fachwerkgiebel und Satteldach, um 1800 | D-5-71-166-180 Wikidata | BW             |
| Sterngaßfeld; 1 km außerhalb in Richtung Brünst (Standort)                                          | Wegkreuz                                       | Gusseisen auf Sandsteinsockel, wohl 19. Jahrhundert | D-5-71-166-181 Wikidata | weitere Bilder |

### Velden
| Lage                                                                                | Objekt                  | Beschreibung                                                                                | Akten-Nr.               | Bild |
| ----------------------------------------------------------------------------------- | ----------------------- | ------------------------------------------------------------------------------------------- | ----------------------- | ---- |
| Hirtenwasen, ca. 300 m westlich von Velden, an der Straße nach Herrieden (Standort) | Wegkreuz                | Gusseisenkreuz auf Sandsteinsockel, spätes 19. Jahrhundert                                  | D-5-71-166-190 Wikidata | BW   |
| In Velden (Standort)                                                                | Katholische Ortskapelle | Kleiner massiver Satteldachbau, mit Eisenkreuz, Fassade Natursteinquader, bezeichnet „1949“ | D-5-71-166-189 Wikidata | BW   |

### Winn
| Lage                                      | Objekt                     | Beschreibung | Akten-Nr.               | Bild |
| ----------------------------------------- | -------------------------- | --- | ----------------------- | ---- |
| 200 m außerhalb bei der Straße ()         | Grenzstein                 | Bezeichnet „H.“, wohl 16. Jahrhundert; nicht nachqualifiziert, im Bayerischen Denkmal-Atlas nicht kartiert                                                  | D-5-71-166-187 Wikidata |      |
| In Winn, am südlichen Ortsrand (Standort) | Marienkapelle              | Kleiner massiver Satteldachbau, 1853; mit Ausstattung | D-5-71-166-183 Wikidata | BW   |
| Winn 5 (Standort)                         | Wohnstallhaus              | Ursprünglich eingeschossiges giebelständiges Gebäude mit Satteldach, einseitig aufgestockt, teilweise Fachwerk, 1725, mit Hausmadonna, wohl 19. Jahrhundert | D-5-71-166-184 Wikidata | BW   |
| Winn 8 (Standort)                         | Bauernhaus                 | Eingeschossiges Gebäude mit Steildach, nördlich Fachwerkgiebel, ausgehendes 18. Jahrhundert                                                                 | D-5-71-166-185 Wikidata | BW   |
| Winn 10 (Standort)                        | Kachelofen mit Eisenplatte | Zweite Hälfte 18. Jahrhundert | D-5-71-166-186 Wikidata | BW   |

## Ehemalige Baudenkmäler
In diesem Abschnitt sind Objekte aufgeführt, die früher einmal in der Denkmalliste eingetragen waren, jetzt aber nicht mehr. Objekte, die in anderem Zusammenhang also z. B. als Teil eines Baudenkmals weiter eingetragen sind, sollen hier nicht aufgeführt werden. Aktennummern in diesem Abschnitt sind ehemalige, jetzt nicht mehr gültige Aktennummern.

| Lage                                    | Objekt                                                | Beschreibung                                                                             | Akten-Nr.               | Bild           |
| --------------------------------------- | ----------------------------------------------------- | ---------------------------------------------------------------------------------------- | ----------------------- | -------------- |
| Herrieden Marktplatz 13 (Standort)      | Hohes Rundbogenportal mit fürstbischöflichem Wappen   | Anfang 18. Jahrhundert, mit Biedermeiertür (Gasthof Hirschen)                            | D-5-71-166-33 Wikidata  | weitere Bilder |
| Herrieden Vordere Gasse 19 (Standort)   | Giebelhaus                                            | Zurückgesetzt, verputztes Fachwerk, 18. Jahrhundert                                      | D-5-71-166-48           | weitere Bilder |
| Herrieden Wolfhardstraße 7 (Standort)   | Wohngebäude                                           | Schmaler zweigeschossiger Satteldachbau, in Teilen Fachwerk, im Kern 17./18. Jahrhundert | D-5-71-166-60 Wikidata  | weitere Bilder |
| Heuberg Heuberg 13 (Standort)           | Wohnstallhaus                                         | Eingeschossiger giebelständiger Satteldachbau, massiv, 1858                              | D-5-71-166-85 Wikidata  | BW             |
| Mühlbruck (Standort)                    | Bildstock                                             | 1702, mit der Kapelle überbaut                                                           | D-5-71-166-110 Wikidata | BW             |
| Neunstetten Hauptstraße 1, 3 (Standort) | Zugehörig Fachwerkscheune und ehemaliges Austragshaus | 18. Jahrhundert                                                                          | D-5-71-166-114 Wikidata | BW             |
| Neunstetten Hauptstraße 9 (Standort)    | Fachwerkscheune                                       | Spätes 18. Jahrhundert; zugehörig Lebensmittelhandlung Leopold                           | D-5-71-166-118 Wikidata | BW             |